# Birgi (Ödemiş)

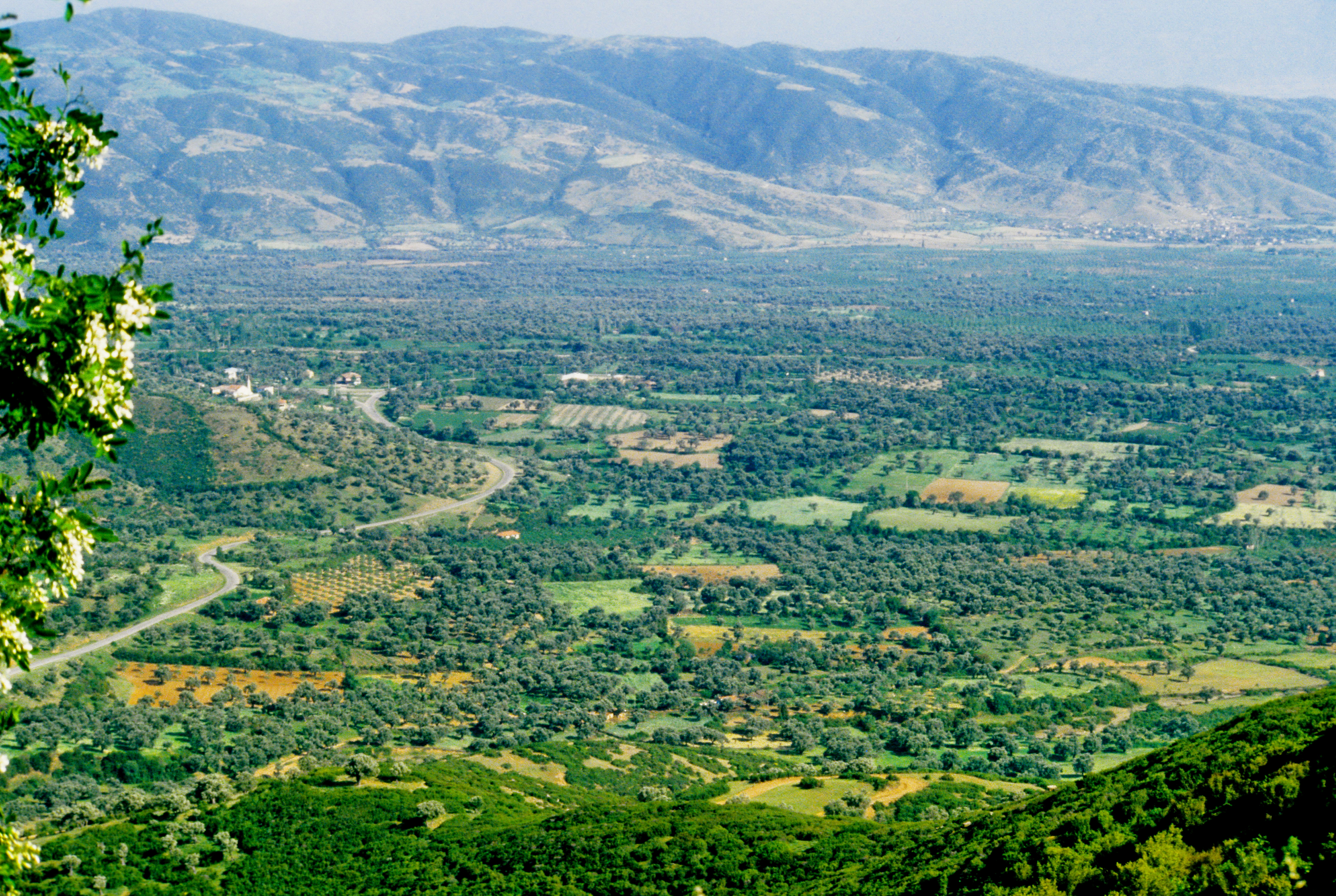
Blick von den Höhen des Bozdağlar-Massivs bei Birgi in die Senke des Küçük Menderes-Grabens. Im Hintergrund die Aydın Dağları.

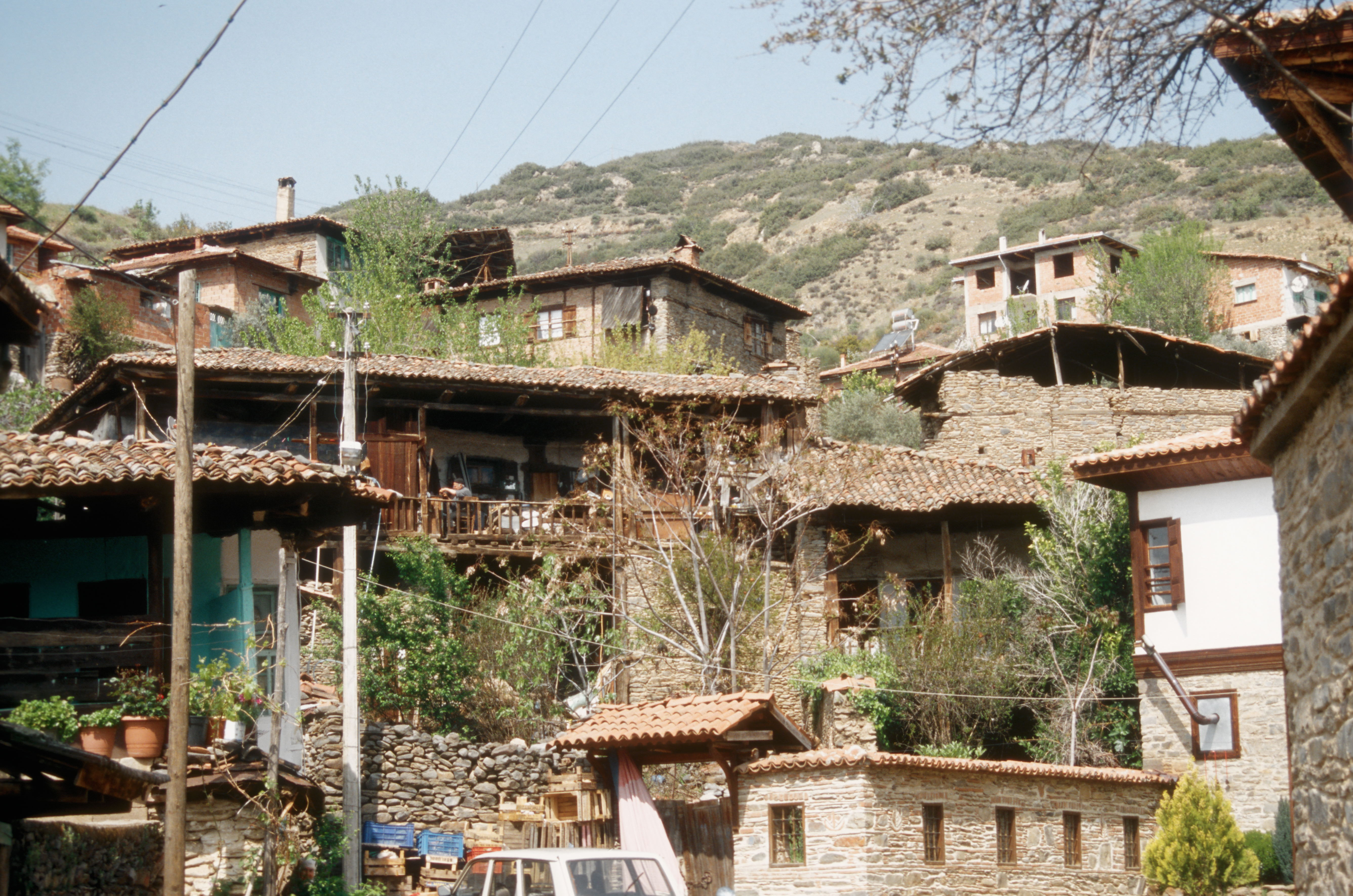
Blick auf ein Ensemble von Ortshäusern in Birgi.

Birgi (nicht zu verwechseln mit Birgi im Kreis Urla, Provinz İzmir, Türkei; in der Antike Dioshieron, später Christoupolis und Pyrgion) ist ein Amtsbezirkszentrum (Bucak, früher Nahiye) mit eher dörflichem Charakter in der Ägäisregion der Westtürkei im Landkreis (İlçe, früher Kaza) Ödemiş der türkischen Provinz (İl, früher Vilayet) İzmir und seit der türkischen Verwaltungsreform 2013/2014 zugleich Stadtteil/Ortsteil/Gemeinde (Mahalle) der Kreisstadt Ödemiş. Das Landstädtchen Birgi mit 1832 Einwohnern (2022) liegt etwa 9 km ostnordöstlich von Ödemiş am Birgi Çayı am südlichen Rand der Bozdağlar (Tmolos-Gebirge) in 326 m Höhe mit Blick südwärts über die Ebene des Küçük Menderes Nehri (Kleiner Mäander, in der Antike Kaystros) bis zu den Aydın Dağları. Der Ort beherbergt aufgrund seiner langen Geschichte zahlreiche historische Gebäude und wurde 2012 von der UNESCO in die Tentativliste des Weltkulturerbes aufgenommen. Im Jahr 2022 wurde er von der Welttourismusorganisation zu einem der 32 besten Tourismusdörfer der Welt gewählt.

## Zum Namen
Der Ort Birgi hatte im Laufe seiner Geschichte verschiedene Namen. Der älteste bekannte Name der Vorgängersiedlung des rezenten Dorfes Birgi war Dioshieron. Der Name „Dioshieron“ besteht nach griechischen morphologischen Sprachbestimmungen ausschließlich aus altgriechischen Wörtern. Das Wort „Dios“ (∆ιός/Genitiv τοῦ ∆ιός) ist die Genitiv-Form des Eigennamens „Zeus“ (Ζεύς), des höchsten Gottes des griechischen Pantheons (griechischer Götterhimmel, Olymp). Das Wort „Hieron“ (ἱερόν) ist der Nominativ des altgriechischen Wortes für „heiliger Ort, Tempel, Heiligtum“. Abgeleitet von der Kombination der Wörter „∆ιός“ und „ἱερόν“ bedeutet „∆ιοσιερόν“ (Dioshieron) also „Heiliger Ort des Zeus“. Die griechische Bezeichnung „∆ιοσιερόν“ wurde in römischer Zeit wohl zur entsprechenden Schreibweise „Dioshieron“. Eine Namensänderung erfolgte mit dem Übergang zu Christentum von Dioshieron zu „Christoupolis“ (Χριστούπολις). Auch hier bestand der Name „Christoupolis“ ausschließlich aus altgriechischen Wörtern. Das Wort „Christou“ (Χριστού) ist der Genitiv des Eigennamens Χριστός (Christos = der Gesalbte). Das Wort „Polis“ (πόλις) ist der Nominativ des altgriechischen Wortes „Stadt“/„Gemeinwesen“. So leitet es sich aus der Kombination der Wörter „Χριστού“ und „πόλις“ ab, und „Χριστούπολις“ (Christoupolis) bedeutet „Stadt des Gesalbten/Christi“. Was den späteren Namen „Pyrgion“ (Πυργίον) betrifft, was „Festung“ oder „Bastion“ bedeutet, so scheint die Stadt diesen Namen während der byzantinischen Zeit angenommen zu haben, als sie militärische Bedeutung erlangte. Daraus entwickelte sich der spätere und heutige Name „Birgi“ für den Ort am Platz des antiken Dioshieron.

## Zur Geschichte

### Frühe Geschichte bis zur römischen Zeit
Nach schriftlichen Quellen und archäologischen Befunden zu urteilen gab es in der fruchtbaren Ebene des Kaystros (Küçük Menderes) der antiken lydischen Region West-Kleinasiens vom späten Chalkolithikum bis zur Römerzeit lediglich verstreute Dorfgemeinschaften. Die Küçük-Menderes-Ebene hatte in der Antike als fruchtbare Fluss- und Beckenlandschaft eine reiche agrare Wirtschaftskraft und auch geeignete Siedlungsplätze, in denen in dichter Besiedlung „Kaystrosier“  im mittleren Teil und „Kilbosier“ im Osten lebten [der antike Fluss Kilbos (rezent: Kadın Deresi) in der Nähe von Kiraz ist der Hauptzufluss des antiken Kaystros (rezent: Küçük Menderes)]. Die Siedlungsgeschichte begann dort den Oberflächenfunden nach bereits im späten Chalkolithikum. Recep Meriç vermerkte dazu: „Dank der von der Oberfläche gesammelten Keramikstücke ist es möglich, die detaillierte Siedlungschronologie und Siedlungsdichte jedes Hügels zu bestimmen. Dank der Oberflächenfunde lässt sich sagen, dass alle Hügel vor allem in der frühen Bronzezeit, also im 3. Jahrtausend v. Chr., stark besiedelt waren und dass es im 2. Jahrtausend v. Chr. eine flächendeckende Besiedlung gab.“
Offensichtlich wurde die Ebene des Küçük Menderes von den Menschen schon immer als geeignetes Siedlungsgebiet bevorzugt, spätestens beginnend mit dem späten Chalkolithikum. Die bekannte schriftlich überlieferte Geschichte des Ortes, der sich um ein Heiligtum bildete, in dem der Gott Zeus verehrt wurde, und die Region Lydien reicht bis in die Mitte des 2. Jahrtausends v. Chr. zurück, also in die Zeit des hethitischen Großreichs. „Nach den Keilschriftdokumenten der Zeit des hethitischen Großreichs hieß die Region Lydia Mitte des zweiten Jahrtausends v. Chr. Assuwa und wurde von vielen lokalen Fürsten oder Herren regiert. Einer von ihnen war zum Beispiel Madduwattas, der einen ähnlichen Namen hatte wie die späteren lydischen Könige wie Alyattes und Sadyattes; ein anderer, [der Lydier] Muksus, war bei den westlichen Völkern als Mopsos bekannt. [Für Muksus/Moksos/Mopsos siehe auch Muzaffer Demir]. Auch Einwanderer thrakischer Herkunft, die ab 1200 v. Chr. vom Balkan kamen, zeigten ihren Einfluss in Westanatolien. Diese neuen Einwanderer, die Maionier hießen und eine andere Sprache hatten, nannten die Region Maionien.“ Der Name Lydia/Lydien wurde erst im 7 Jahrhunderte v. Chr. verwendet. Laut Homer ist die Ebene des Hermos (heute Gediz Nehri, im Norden der Bozdağlar) Maionia; die Kaystros-Ebene (Küçük Menderes) im Süden wurde Asia genannt.
Demnach war das Gründungsgebiet der Stadt Dioshieron und damit möglicherweise auch der Ort selbst seit Jahrhunderten ununterbrochen besiedelt, ehe man dort im 1. Jahrhundert n. Chr. in der Lage war, Münzen unter eigenem Namen zu prägen. Abgesehen von den aufgefundenen Münzen gibt es bislang keine andere Quelle, keinen klaren Hinweis darauf, dass die Stadt während des Lydischen Königreichs und des Persischen Reiches bereits existierte. Eines jedoch ist definitiv bekannt: Der Ort Dioshieron war in hellenistischer Zeit innerhalb der „Tempellandschaft“ des pergamenischen Reiches ebenso wie Hierapolis (Pamukkale) und Hierakome (Beyoba) als Dorf neben einem Tempel (oder Altar) entstanden und wurde mit der Zeit durch Gründung einer eigenen Zivilgesellschaft als wichtiges religiöses Zentrum nach und nach zur griechischen Polis urbanisiert. Diese Gemeinden prägten bereits vor der Römerzeit ihre eigenen Gemeinschaftsmünzen, aber sie hatten zunächst keine Städte. Die erste Urbanisierung in der Kaystros-Ebene erfolgte durch die ländlichen Stämme der Kaystrosier nach dem 1. Jahrhundert v. Chr. Die erste gegründete Stadt nach Veli Sevin war Hypaipa, 4-5 km nordöstlich von Ödemiş. Die zweite von den Kaystrosiern gegründete Stadt war Dioshieron. Einige Jahre nach dem Archäologen Veli Sevin stellte Recep Meriç (ebenfalls Archäologe) 1988 in einer Studie, einer Zusammenfassung seiner Habilitationsschrift, mit Hilfe sowohl schriftlicher Quellen als auch archäologischer Daten fest, dass das Phänomen der Urbanisierung in der Menderes-Ebene auf das hellenistische Zeitalter zurückgeht. Der Ort wurde allerdings erst im 1. Jahrhundert n. Chr. als Stadt erwähnt, worauf der Philologe und Epigraphiker Karl Buresch hinweist, der einer der wenigen modernen Wissenschaftler war, der sie erforscht hat.

### Birgi unter Rom und Byzanz
Die Region und damit auch der Ort ∆ιοσιερόν war nach der Schlacht bei Magnesia (Manisa) im Jahr 190 v. Chr. zum römischen Reich und dann im Jahr 133 v. Chr. zur  römischen Provinz Asia gekommen, die unter der Autorität eines Konsuls von einem Gouverneur regiert wurde (ab 129 v. Chr.). Später entwickelte sich der Ort allmählich in der religiösen antiken Welt zu einem „heiligen Ort des Zeus“, zu Dioshieron mit eigener Münzprägung im 1. Jahrhundert n. Chr. Anhand des Dioshieron-Münzkatalogs des Britischen Museums, der von Barclay Vincent Head zusammengestellt wurde, lässt sich rekonstruieren, dass die antike Stadt Dioshieron seit der Regierungszeit des römischen Kaisers Augustus bis zum Ende der Periode des Soldatenkaisers Marcus Antonius Gordianus (Gordian III.) durchgehend Stadt war, also zwischen 27 v. Chr. und 244 n. Chr. Man prägte dort eigene Münzen mit verschiedenen, jeweils in die Zeit passenden Motiven. Barclay Vincent Head hatte Anfang des 20. Jahrhunderts diesen Katalog zusammengestellt, um die damaligen politischen, sozialen, kulturellen und religiösen Aspekte des Lebens der Menschen in der Region Lydien zu erklären. In diesem Zusammenhang sind auf den in der römischen Kaiserzeit in der Stadt geprägten Münzen verschiedene Götter und Göttinnen verewigt: An erster Stelle steht Zeus, der der Stadt ihren Namen gab, gefolgt von Hera, Gattin und zugleich Schwester von Zeus, Asklepios (Äskulap, Gott der Heilkunst), Hygieia (Schutzpatronin der Apotheker), die Schicksalsgöttin Tyche und Kaystros (der Flussgott des Küçük Menderes Nehri, Kleiner Mäander).
Dioshieron war während der römischen Kaiserzeit hinter Hypaipa zur zweitgrößten Stadt und Verwaltungszentrum der Region Lydien geworden. Allerdings gibt es fast keine Informationen über die ältesten Daten und Gründungen von Dioshieron. Nicht ohne Grund lautet Sevins Artikel über die frühen Städte im Bereich der mittleren Kaystros-Ebene übersetzt: „Studie über die Geschichte von Hypaipa, einer wenig bekannten alten Stadt Westanatoliens“. Strabo, Plinius, Tacitus und Ovid erwähnten zwar Hypaipa in ihren Werken in Bezug auf die geographische Lage, machten aber keine näheren Angaben über die antike Stadt Dioshieron. Die wichtigsten Informationen zu Dioshieron erhalten wir aus den Daten der in der römischen Kaiserzeit geprägten Münzen: Dioshieron wird als große Siedlung erwähnt, die man als Stadt bezeichnen könnte und die unter dem Namen Dioshieron Münzen prägte. Das allerdings sagt nichts aus über das wirkliche Alter des Ortes. Als im 4. Jahrhundert n. Chr. das Christentum als offizielle Religion Roms anerkannt wurde, änderten christliche Geistliche den Namen der Stadt in „Χριστού̟ολις“ (Christoupolis = Stadt Jesu). In diesem Zusammenhang wurde die Stadt unter byzantinischer Herrschaft zunächst ein Bistum der Metropolis (Kirchenprovinz) Ephesos und dann Zentrum eines Erzbistums. Damals lautete der Name der Stadt „Pyrgion“ (Πυργίον), was in Griechisch „Burg oder Bastion“ bedeutet.

### Birgi wird unter dem Beylik von  Aydın muslimisch
Die ersten türkischen Überfälle auf die Region wurden von den Seldschuken im 11. Jahrhundert durchgeführt. Nachdem Pyrgion zwischen 1193 und 1199 den Titel einer Metropolis erlangt hatte, war der Ort Ziel der Angriffe von Saga Bey, dem Schwiegersohn von Menteşe Bey (Menteşe Beyliği, Fürstentum mit den Hauptstädten Milas/Milasa bzw. Beçin), der Ende des 13. Jahrhunderts in der Region auf Eroberungszügen war. Er eroberte die Stadt wahrscheinlich kurzfristig zunächst 1304, unmittelbar nach dem Abzug der Katalanen, die von den Byzantinern als Söldner in die Region geschickt worden waren. Mübarizeddin Gazi Mehmed Bey (Aydınoğlu Mehmet Bey), Anführer der Armee des Beyliks der Germiyanoğulları (Kütahya) hatte zunächst den Menteşefürsten Saga Bey bei dem Versuch unterstützt, das Land um das heutige Aydın zu erobern. Er selbst unterwarf Birgi erneut 1307 und machte es 1308 zum Zentrum des von ihm gegründeten Fürstentums (Beylik) von Aydın. Er eroberte unter anderem die mittlerweile muslimisch besiedelten Teile von İzmir (Smyrna) und Ayasuluk (Selçuk/Ephesus) sowie Tyrus (Tire), Sultanhisarı und Bodemya (antik: Potamia, rezent: Bademli in den Aydın Dağları). Auf diese Weise verfügte Mehmed Bey bald über große Ländereien, die er unter seinen fünf Söhnen aufteilte und sich mit seinem jüngsten Sohn Isa in Birgi niederließ. 1312 ließ er dort eine Moschee, ein Grab und eine Medresse errichten. Unter seiner Herrschaft hieß das neue „Staatsgebiet“ Memleket-i Birgi (Land Birgi). Auch  der arabische Historiker İbn Fazlullah el-Ömerî (Ibn-Faḍlallāh al-ʿUmarī) verwendete für die Region einen vergleichbaren „Staatsbegriff“: „Aydın-il“ (Provinz Aydın).
Ein ähnlicher Ausdruck findet sich auch in Ibn Battutas Werk. Dieser beschreibt Birgi nach seinem Besuch 1333 bei Mehmed Bey in dessen Sommerresidenz in den Bozdağlar als eine schöne und reiche Stadt. Er traf dort Gelehrte, Professoren und Juristen und bewunderte die Pracht und das Leben des Ortes. Zur Zeit der Aydınoğulları und auch später unter den Osmanen entstanden verschiedene sehenswerte Bauwerke in Birgi, deren Reste zum Teil bis zur Gegenwart erhalten geblieben sind (s. u.). Unmittelbar nachdem Ibn Battuta Birgi verlassen hatte, starb Mehmed Bey (1334). Sein Sohn Gazi Umur Bey bestieg den Thron und kehrte nach dreitägigem Aufenthalt in Birgi nach Izmir, seine eigentliche Residenz, zurück. Während der folgenden Herrschaft der Aydınoğulları war Birgi danach nicht mehr Haupt-Residenz, aber weiterhin eine Metropolis (μητρόπολις, Sitz eines Metropoliten). Der Metropolit von Ephesus (Ayasuluk) bemühte sich darum, dass ihm die unabhängige Metropolis Birgi als Bistum angegliedert wurde. Streitigkeiten und Anschuldigungen zwischen den beiden Metropoliten führten zum Eingreifen des Patriarchen von Istanbul. Schließlich wurde Birgi 1378 als Bischofssitz an Ephesus angeschlossen und bis zur turbulenten Zeit des frühen 15. Jahrhunderts entsprechend betrieben.

### Birgis frühe Rolle im Osmanischen Reich
Birgi musste gegen 1391 von Aydınoğlu Isa Bey kurzzeitig den Osmanen unter Bayezid I. überlassen werden, fiel jedoch nach der Schlacht bei Ankara 1402 zwischen Bayezid I. und Timur Lenk durch letzteren wieder zurück in die Händen der Aydınoğulları. Obwohl Birgi und das Beylik noch für eine Weile von den Aydınoğulları verwaltet wurde, zuletzt von İzmir Bey Cüneyd bis 1425, stand es definitiv unter Herrschaft der Osmanen (Osmanisches Interregnum: Süleyman Çelebi und Musa Çelebi; danach Mehmed I. und Murad II.). Birgi bildete danach das Zentrum eines dem osmanischen Sandschak Aydın angegliedertes Kaza (Kreis, Distrikt) und zeigte zunächst eine kontinuierliche Entwicklung, insbesondere vom 15. bis zum 17. Jahrhundert. Nach Angaben des türkischen Historikers Feridun Emecen war Birgi 1451 eine Stadt mit neun Stadtteilen (Kurrumpazarı, Kadı, Ahi Germiyan, Sinli, Hisariçi, Sasalu, Taşpazarı, Samet (Sâmût) und Demirboğa) und 1200 Einwohnern. Am dichtesten besiedelt waren das Hisariçi-Viertel innerhalb der Burg und die Stadtteile Sinli und Samet. Die Bevölkerung des christlichen Viertels Demirboğa betrug etwa dreißig Bewohner. Bis 1475 verschwand das Demirboğa-Viertel. Die Bevölkerung der inzwischen gänzlich muslimischen Stadt nahm leicht zu und erreichte etwa 1380 Bewohner. Das Viertel Sinli wurde unter dem Namen Elekçi als Zigeunerviertel bekannt. Das bevölkerungsreichste Viertel war Samet außerhalb der Stadt.
Zu Beginn des 16. Jahrhunderts begann sich Birgi in Bezug auf Einwohnerzahl und Umfang zunächst deutlich zu entwickeln. Bis 1512 hatte die Zahl der Quartiere zwölf erreicht. Diesmal wurde das verlassene Viertel Demirboğa von Muslimen wieder besiedelt und die Viertel Sarubey, Kızılmescid und Hıdırlık (Kadı) neu gegründet. Außerdem wurden einige Nomadengruppen in Samet angesiedelt, dem äußeren Viertel der Stadt, sowie in vier Gemeinden namens Vakkaslar, Danishmendlü, Kutlubeylü und Eğricedere. Die Einwohnerzahl der Stadt betrug ca. 2400, davon etwa 100 Christen, die sich offenbar wieder dort niedergelassen hatten. Samet war immer noch das am dichtesten besiedelte Viertel. Der Landkreis (Kaza) mit dem Zentrum Birgi bestand zu Beginn des 16. Jahrhunderts aus Birgi selbst, der kleinen Stadt Balyambolu (Beydağ, ehemals griechisch: Palaiópolis), 106 Dörfern, dreizehn Einzelhöfen und Weilern. Dort lebten insgesamt 15-16.000 Menschen. Im Kreis gab es sechs Moscheen, neun Masjids, siebzehn Sufi-Logen, acht Bäder und 345 Geschäfte. Dann allerdings, bis 1575, hatte der Kreis Birgi nur noch 67 Dörfer, sieben Höfe und fünf Weiler zu verzeichnen. In der Stadt, deren Bevölkerung bis 1530 auf 2000 Personen zurückgegangen war, gab es damals - abgesehen von der Aydınoğlu Mehmed Bey Moschee nebst Madrese und der Aydınoğlu Îsâ Bey Moschee nebst Grab - die Hayreddin Masjid, die Kurd Kadı Masjid, die Seferşah Masjid, die Ahi Hayreddin-Loge, die Silahdar Ahmed-Loge, die Abdulkafi-Loge, die Haci Ahmed-Loge, die Sheikh Muhiddin-Loge und das Muslihiddin Muallimhane (Lehrerschule); es gab auch zwei Bäder, eine Karawanserei, ein Mumhâne (Wachshersteller) und eine Bezirhane (Leinölverarbeitung für Öllampen). Gegen Ende des letzten Viertels des 16. Jahrhunderts war Birgi strukturell und bevölkerungsmäßig am Ende seiner Entwicklung angelangt. Sechs neue Ortsteile (Çelebi Kadı, Hacı Sadi Ahmed Masjid, Abdülkerim Çelebi Masjid, Hacı Abid Masjid, Hacı Kerim Masjid und Fatma Bula) waren eingerichtet worden, und die Anzahl der Viertel erreichte achtzehn. Birgis Bevölkerung betrug etwa 4500 und seine alten Viertel wie Samet, Hisariçi und Sasalu waren immer noch die am dichtesten besiedelten Teile. Çelebi Kadı war die bevölkerungsreichste Siedlung unter den neu gegründeten Stadtteilen, die als Außenviertel der Stadt galten.

### Birgis sozio-ökonomischer Niedergang
Zu Beginn des 17. Jahrhunderts war Birgi von regionalen Unruhen betroffen. Damals griff der Sohn von Celâlî Cennetkarı, der angeblich aus Birgi stammte, die Burg an, beherrschte die Region Aydın, eroberte Tyrus/Tire und Turgutlu, wurde jedoch von den osmanischen Streitkräften besiegt, denen er in der Manisa-Ebene begegnete. Er wurde auf der Flucht gefangen genommen, nach Denizli und später nach Birgi gebracht und dort 1625 hingerichtet. Wahrscheinlich wurde Birgi bei diesen Kämpfen zerstört. Tatsächlich erreichte die Stadt danach lange Zeit nicht einmal mehr ihren Status vom Jahr 1575. Laut einem Avarız Tahrir (Avârız Register: wichtigste Quelle der osmanischen Bevölkerungsgeschichte des 17. und 18. Jahrhunderts.) aus dem Jahr 1662 gab es hier achtzehn Stadtviertel; sieben von ihnen waren jedoch Ortsteile, die wahrscheinlich erst nach der Zerstörung entstanden waren. Das Viertel Hisariçi verschwand und die Viertel Akmescid, Manastır, Kutlubeyler, Çürük Baba, Dereli, Çakalderesi und Sitte entstanden neu. Die Einwohnerzahl der Stadt lag bei etwa 1250, und nur drei ihrer Haushalte waren nicht-muslimisch. Diese Angaben unterscheiden sich allerdings von Aufzeichnungen Evliya Çelebis: Evliya Çelebi war kurz danach nach Birgi gekommen und berichtete in seinem, dass dieser Ort eine Burgruine am Fuße des Bozdağ habe und zudem 400 Häuser innerhalb der Burg, achtzehn Stadtteile in der Unterstadt, vierundzwanzig Moscheen und Masjids und ungefähr 2600 Häuser aufweise. Er merkte an, dass es sieben Grundschulen, 200 Geschäfte, zwei Gasthäuser (Karawansereien) und einen überdachten Basar gab und dass das Weben von weißen Garnen die Hauptlebensgrundlage der Menschen darstellte.
Die angegebene Zahl der Häuser erscheint jedoch zweifelhaft, es sei denn, dass die meisten Häuser leer standen, da im Jahr 1662 in Birgi nur 1250 Menschen lebten. Möglicherweise war damit auch der gesamte Kreis oder Amtsbezirk gemeint, denn obwohl Birgi während der osmanischen Zeit seine alte Position für eine Weile hatte bewahren können, begann der Ort Ende des 17. Jahrhunderts zu schrumpfen und Bevölkerung zu verlieren. Der Bezirk Birgi büßte im 17. und 18. Jahrhundert an Bedeutung ein, und der Bezirk Tire trat in den Vordergrund. Über die Hintergründe ist in Fachkreisen häufig diskutiert worden. Offenbar war bereits die Periode von Murat IV. (Regierungszeit 1623 bis 1640) jene Umbruchperiode, in der die Stadt begann, ihren Charakter zu verlieren. Zur genaueren Beurteilung der Vorgänge fehlen in Birgi, wie in vielen westanatolischen Städten, bedeutende historische Dokumente. Dies sind vor allem die Ser'iyye Sicilleri (Scharia-Register, Amtsgerichtsakten), die reichhaltige regionale Informationen über soziales Gefüge, Bildung, wirtschaftliche und kulturelle Strukturen enthalten und als unverzichtbare Quellen der osmanischen sozioökonomischen Geschichte gelten, ohne die eine Geschichtsschreibung einer Stadt unvollständig bleibt.
Wie aus Dokumenten hervorgeht, wanderte ein beträchtlicher Teil der Bevölkerung in der zweiten Hälfte des 17. Jahrhunderts von Birgi nach Tyrus (Tire) aus. Einer der wichtigsten Faktoren für Birgis Bevölkerungsverlust gegen Mitte des 17. Jahrhunderts war die Veränderung respektive die Verschlechterung der osmanischen Landordnung, speziell der Verlust der Funktion des Timar-Systems (Form der Landverteilung und Abgabenerhebung im Osmanischen Reich) und der Wirkungs-Verfall des Timarlı-Kapıkulu-Systems, so dass ein Gegengewicht gegen die Autorität des Sultans entstand. Als im 17. Jahrhundert die Kapıkulu (besondere Klasse von Kavalleriesoldaten der osmanischen Armee, direkt unter dem Sultan tätige besoldete Militärgruppe) nach der „Reform“ der Land- und Lehensordnung nach und nach die Tımare (Pfründe) der Sipahi (Inhabern der türkischen Kriegerlehen) und damit die Besteuerung übernahmen und sich damit eine Art dritter Schicht der Exekutive entwickelte, ging die Zahl der Tımare rapide zurück. Während der Zerfall des Timar-Systems, die Verschlechterung der Armee und die Landnahme weitergingen, schufen die Celali-Aufstände ein feudales Umfeld. Die Akkumulation von Kapital und Boden, das wichtigste Produktionsmittel damals, brachte dafür die Voraussetzung. Diese konservative Verwurzelung hat zeitgenössische Produktionsmethoden, wirtschaftliche Entwicklung und soziale Neuordnung behindert. Der Zusammenbruch der Wirtschaftsstruktur im 17. Jahrhundert und die zunehmende Macht der Notabeln brachten eine Herrschaftspraxis hervor, die die Bildung von Ayan (Notabler), Bey (Herr) und Aghas (Ağa = begüteter Bauer) förderte und beschleunigte. Wie am Schrumpfen des Timar-Systems vor allem im 18. Jahrhundert zu erkennen war, schadete dieser Prozess auch der Zentralgewalt des Osmanischen Staates, da sich Interessen der Steuerpächter mit den lokalen Machtzentren vereinten. So tauchten im 18. Jahrhundert Ayan-Familien auch in Birgi auf, das, wie viele osmanische Städte, immer kleiner wurde. Heute können wir diese Prozesse an prächtigen Residenzen, wie dem Çakırağa-Herrenhaus und verschiedenen anderen notablen Residenzen, nachvollziehen. (Siehe dazu auch: Hütteroth/Höhfeld 2002 bzw. unter Derebey, Historische Hintergründe)
Während der osmanischen Zeit, insbesondere seit dem Ende des 17. Jahrhunderts, war Birgi in eine Zeit des Zusammenbruchs eingetreten. Die entsprechenden Vorgänge sind in den damaligen Grundbüchern und anderen osmanischen Finanzprotokollen nachzulesen. In den Aufzeichnungen im Osmanisches Archiv des Premierministers sind die Personen, die aus Birgi und seinen Dörfern nach Tyrus (Tire) abgewandert sind, einzeln aufgeführt. Demnach verzeichnete im Oktober 1662 das Register Mevkufat (Steuerregister) im Kreis Birgi, der zum Sandschak Aydın gehörte, 731 Haushalte, darunter 647 Haushalte vor Ort und 84 Haushalte abgewandert nach Tire. Obwohl es keine den Ort Tire direkt betreffende Registeraufzeichnungen gibt, zeigt uns dies, dass die Entwicklung in Tire in der zweiten Hälfte des 17. Jahrhunderts wegen guter Landwirtschaft, Gewerbe und Handel dort schneller voranschritt als in Birgi, denn Tire hatte als Wirtschaftsstandort einen wichtigen Platz in Industrie und Handwerk des 17. Jahrhunderts: in Stofffärbung, Weberei, Bergbau und Lederverarbeitung. Während sich in Tire vor allem in der Textilfärbeindustrie ein Monopol entwickelt hatte und einen sehr großen Teil der Nachfrage aus Istanbul nach gefärbten Stoffen deckte, beschränkte sich Birgi auf Produktion für den lokalen Verbrauch und konnte selbst Grundbedürfnisse, wie Seife und Olivenöl, nur für das eigene Umfeld produzieren. Viele Beamte und Gelehrte bevorzugten nach ihrer Pensionierung deshalb Tire als Wohnort. Außerdem verstärkten einige im Exil lebenden Politiker nach und nach ihre Beziehungen zu Tire. So hat Tire laut den Aşiret- und Avârız-Registern (Stammes- und Grundsteuerregister) aus dem Jahr 1676 insgesamt 985 Haushalte, verglichen mit 668 Haushalten in Birgi. Aus einem weiteren Avârız Register aus dem Jahr 1677 geht hervor, dass Birgi aus achtzehn Stadtteilen bestand und eine Bevölkerung von etwa 1600 hatte. 1706 betrug die Bevölkerung etwa 1800-1900 Personen. Im Laufe des 17. Jahrhunderts war der Kreis Birgi dann - neben dem zentralen Amtsbezirk (Nahiye) Birgi - in drei weitere Amtsbezirke namens Süleyman, Bâdemiye und Şamlıca aufgeteilt worden. Die Gesamtzahl der zu Birgi gehörenden Dörfer betrug danach nur noch etwa 70.
Im 19. Jahrhundert, mit der Entwicklung der Tieflandstädte, begann Birgis Bedeutung in der Region endgültig zu sinken, und der Ort trat allmählich auch in den Schatten der Nachbarstadt Ödemiş. Charles Texier, der Anfang des 19. Jahrhunderts hierher gekommen war, beschrieb Birgi noch als eine kleine und charmante Stadt, umgeben von bunten Häusern, Bäumen und Gärten, deren zwei Teile durch eine sehr elegante Brücke verbunden waren. Er stellte zudem fest, dass es keine antiken Artefakte gab und dass die große Moschee eine Bleikuppel habe. In der zweiten Hälfte des 19. Jahrhunderts war Birgi bereits keine Kreisstadt mehr, sondern wurde verwaltungsmäßig als Amtsbezirk des Landkreises Ödemiş in der Provinz Izmir geführt. Wenn man den Entwicklungsprozess dieser historischen Stadt seit damals ansieht, insbesondere nach dem Bau der İzmir-Aydın-Eisenbahn 1860, hatte sie die Reste ihrer ehemalige Identität als Handels- und Kulturzentrum verloren, weil sie fern von Handelsrouten lag und nur ihre Funktion als landwirtschaftliches Zentrum eines Amtsbezirks fortsetzte.

### Birgi nach dem 19. Jahrhundert
Anfang des 20. Jahrhunderts ereignete sich in Birgi eine Katastrophe, bei der ein Teil der traditionellen Stadtstruktur zerstört wurde. Damals (1922) erlebte die Stadt, die 1831 noch auf etwa 5900 Einwohner geschätzt worden war, einen der größten Schocks ihrer Geschichte. Die griechischen Truppen, die Birgi seit 1920 während des Türkischen Befreiungskrieges (Türkischer Unabhängigkeitskrieg 1919-1923) besetzt hatten, zündeten die Stadt an, als sie sich 1922 zurückzogen. Infolgedessen wurden viele Häuser niedergebrannt. Stadtteile am Osthang des Birgi Çayı verschwanden vollständig. Später wurden die zerstörten Stadtteile gemäß dem Architekturverständnis der republikanischen Zeit wieder aufgebaut. Das wichtigste historische Denkmal von Birgi, das die Zerstörung überstanden hat, ist die Moschee Mehmed Beys, auch bekannt als Ulu Cami, und sein Grab. Neben Aydınoğlu Mehmed Beys Grab befinden sich dort auch Gräber von Umur Bey, Îsâ Bey und Bahadır Bey. Unter den anderen wichtigen Denkmälern stehen noch die Derviş-Ağa-Moschee, die auch Evliya Çelebi erwähnt, sowie die Kurşunlu-Moschee und die Karaoğlu-Moschee. Darüber hinaus gilt das Herrenhaus (Konak) des Gerbereibesitzers Çakkır Ağa (Çakırlar Tâhir Bey Konağı) aus dem 18. Jahrhundert als historisches Werk mit hohem künstlerischen Wert.

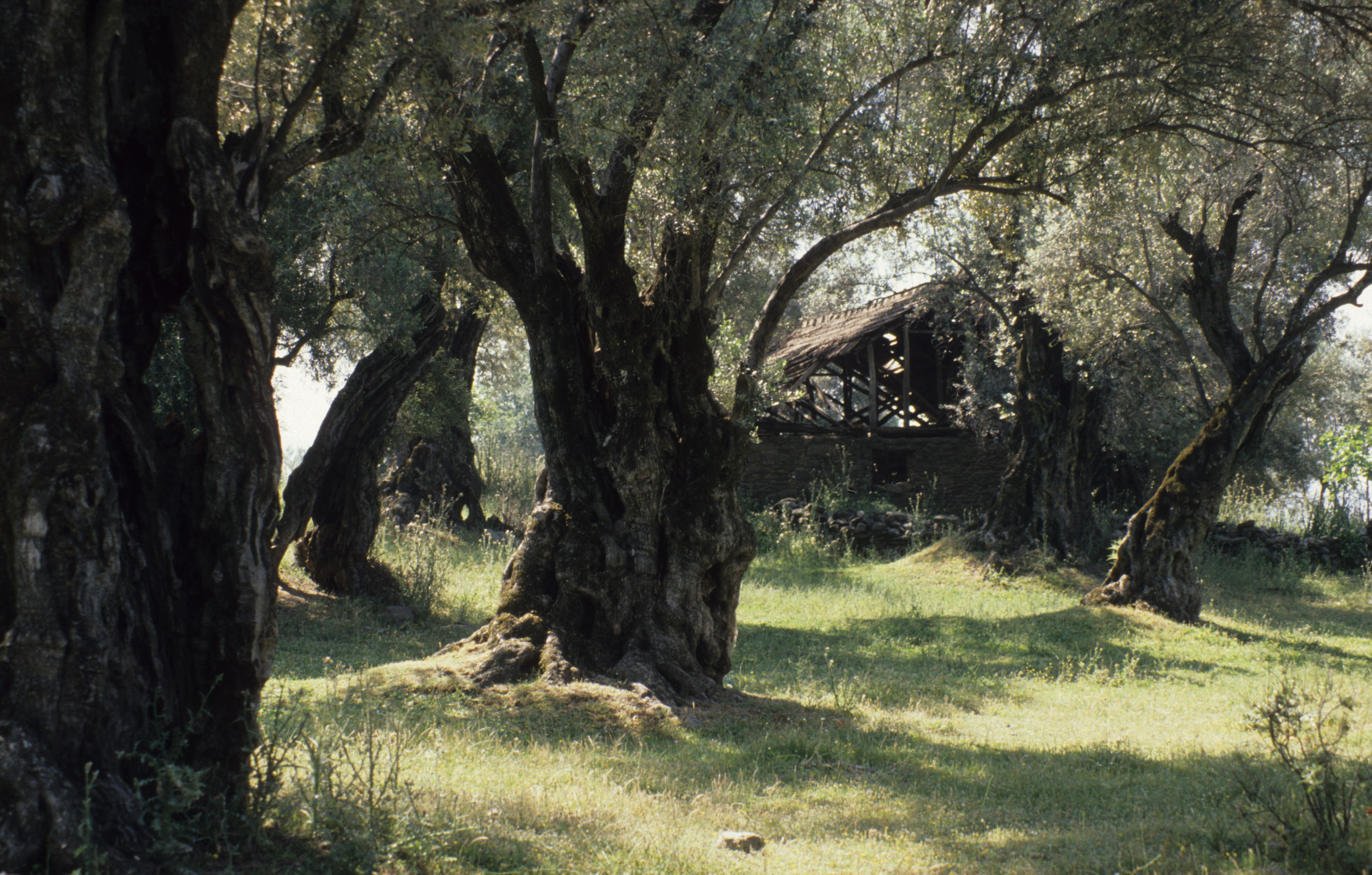
Zu den Agrarkulturen der landwirtschaftlich genutzten Flur bei Birgi gehören auch Bestände alter Ölbäume.

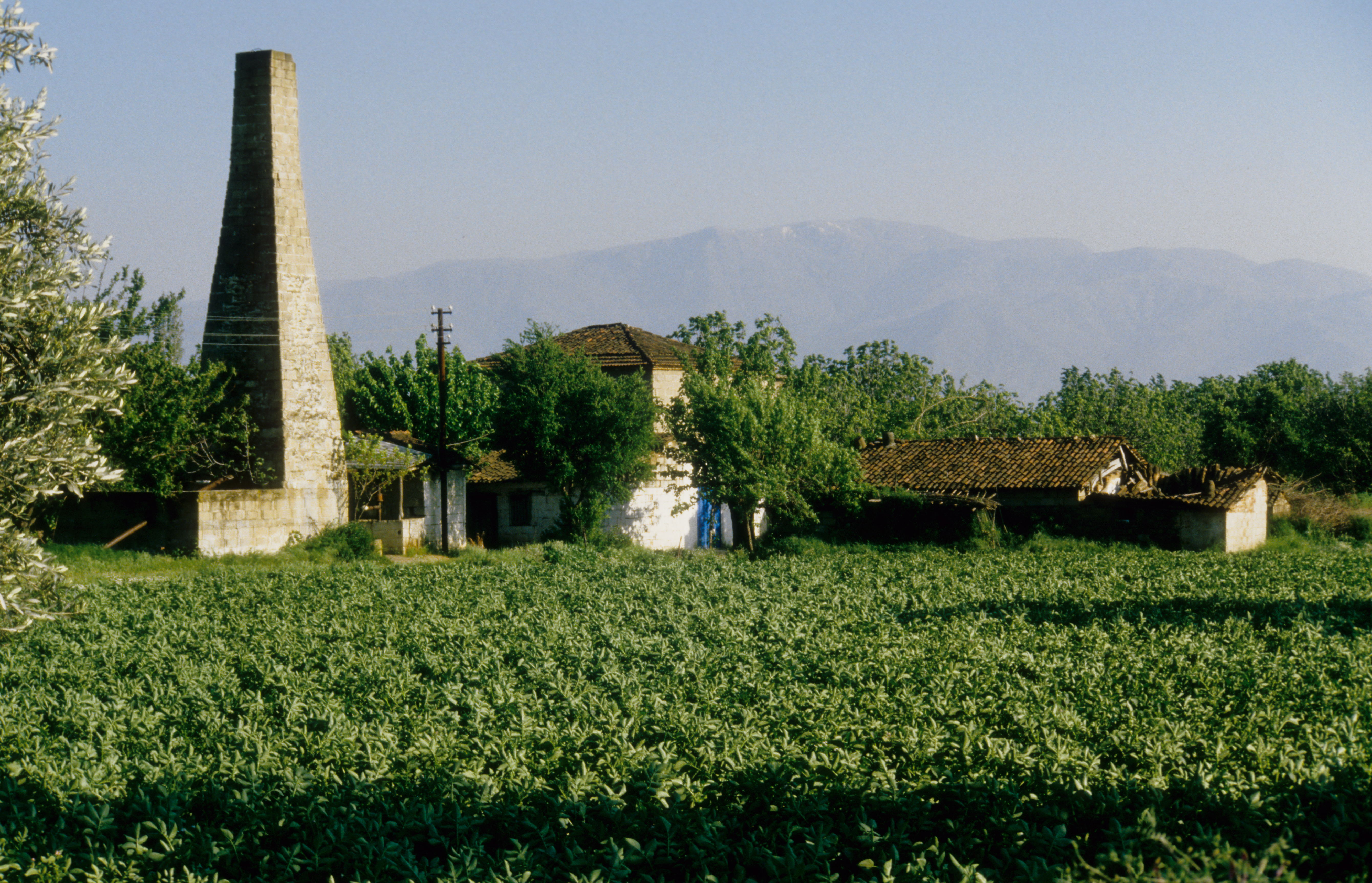
Historische Olivenölfabrik im Tal des Küçük Menderes Nehri unterhalb von Birgi.

Birgi verlor nach dem Brand endgültig an Bedeutung, obwohl die Bewohnerzahl während der Republikzeit zunächst anstieg: 1935 verzeichnete der Ort 2483 Einwohner. Bis 1975 stieg diese Zahl bis auf 4508 Bürger, schrumpfte zwischenzeitlich aufgrund der allgemeinen Landflucht in der Türkei bis 1985 auf 3814 Bewohner, war dann laut Volkszählung von 1990 erneut zu einem größeren Dorf mit 4435 Einwohnern angewachsen, dessen Hauptwirtschaftszweig allerdings weitgehend auf der Landwirtschaft beruhte. Zu den Agrarkulturen der landwirtschaftlich genutzten Flur bei Birgi gehören auch Bestände alter Ölbäume. In gutem Zustand ist noch eine historische Olivenölfabrik im Tal des Küçük Menderes Nehri unterhalb von Birgi. Anfang der 1990er Jahre zählte Birgi als Amtsbezirk von Ödemiş acht Dörfer mit einer Gesamtbevölkerung von 7225 Personen. Danach verlor Birgi erneut größere Teile der Bevölkerung durch Abwanderung (2013: 2214 Einwohner), und verzeichnete bis 2022 eine erneute Schrumpfung auf 1832 Bürger (2022). Mit der jüngsten Restaurierung und Umgestaltung des Dorfes zu einem touristisch attraktiven Kleinod hofft man, weitere Abwanderungen zu kompensieren. Die entsprechenden Restaurierungen begannen mit der Registrierung des Çakırağa-Konaks als kulturelle Einheit. Danach wurde Birgi 1977 aufgrund mehrschichtiger Kulturstruktur, monumentaler Gebäude und der traditionellen Wohnarchitektur aus dem 18. Jahrhundert als städtisch-archäologisch-natürlicher Standort registriert. 1996 wurde ein Schutzplan zur Ortsentwicklung erlassen. Birgi wurde von der ÇEKÜL Foundation (Çevre ve Kültür Değerlerini Koruma ve Tanıtma Vakfı/Stiftung zu Schutz und Förderung von Umwelt- und Kulturwerten) als eine der sich „selbst bewahrenden“ Städte ausgewählt

## Birgis historisches Erbe materieller Kultur

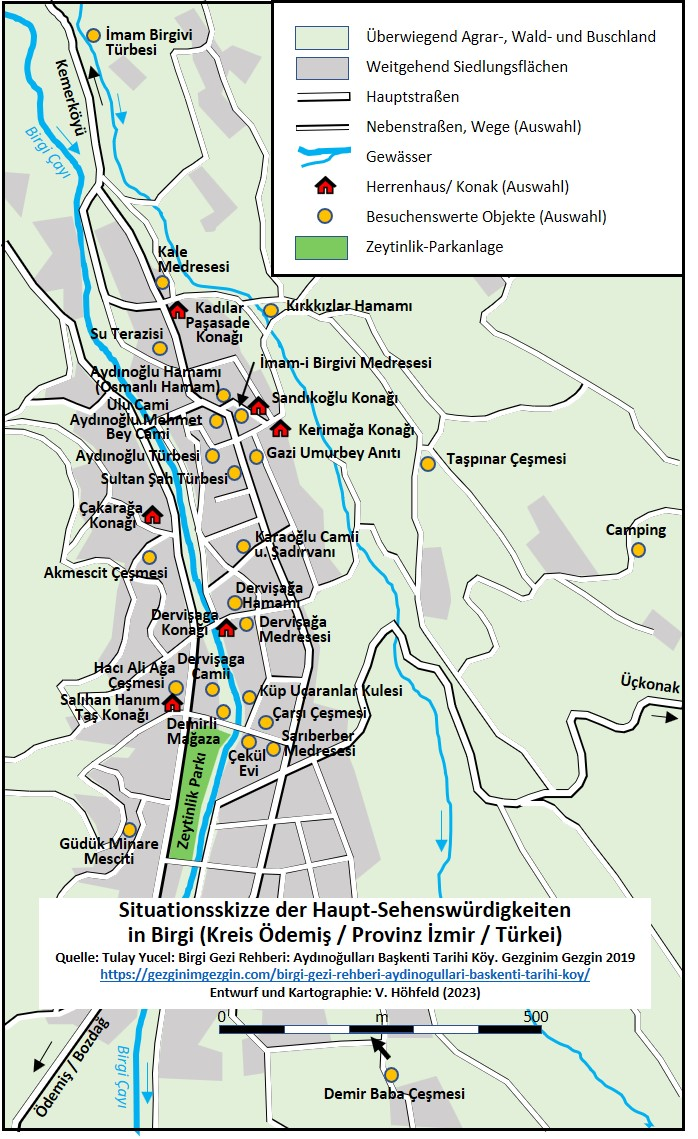
Die Karte zeigt die Haupt-Sehenswürdigkeiten in Birgi, der ehemaligen Hauptstadt des Beyliks der Aydınoğulları in den Südausläufern der Bozdağlar in der Türkei.

Mittlerweile ist Birgi zu einem Kandidaten für die Liste des UNESCO-Weltkulturerbes geworden. Der Ort wurde 2012 als historische Siedlung in die Tentativliste des UNESCO-Weltkulturerbes aufgenommen. Diese Wahl fiel auf eine Siedlung mit seltenen materiellen Kulturgütern, die ihre traditionelle architektonische Textur bis heute bewahrt bzw. restauriert haben, wenn auch lange Zeit von der Öffentlichkeit unbemerkt. Mit zunehmendem Tourismus aus Europa und Übersee hat auch in Birgi ein Prozess der historischen Bewusstseinsbildung eingesetzt, die versucht, bis in die Ursprünge des Ortes zurückzuschauen. Die in Birgi gefundenen architektonischen Überreste verschiedener Zivilisationen bilden Anziehungselemente für Touristen weltweiter Herkunft. Es gibt mehr als 100 historische Gebäude, die offiziell vom Ministerium für Kultur und Tourismus registriert sind: Es sind vor allem historische Herrenhäuser, Gasthäuser, Bäder, Moscheen, Mausoleen, Medressen und Brunnen, die die architektonischen und kulturellen Besonderheiten der anatolischen Fürstentümer seit dem 14. Jahrhundert und der Zeit des Osmanischen Reiches widerspiegeln. In der folgenden Auflistung sind die heute noch bestehenden wichtigsten Werke materieller Kultur Birgis aufgeführt:

### Historische Konaks (Herrenhäuser)

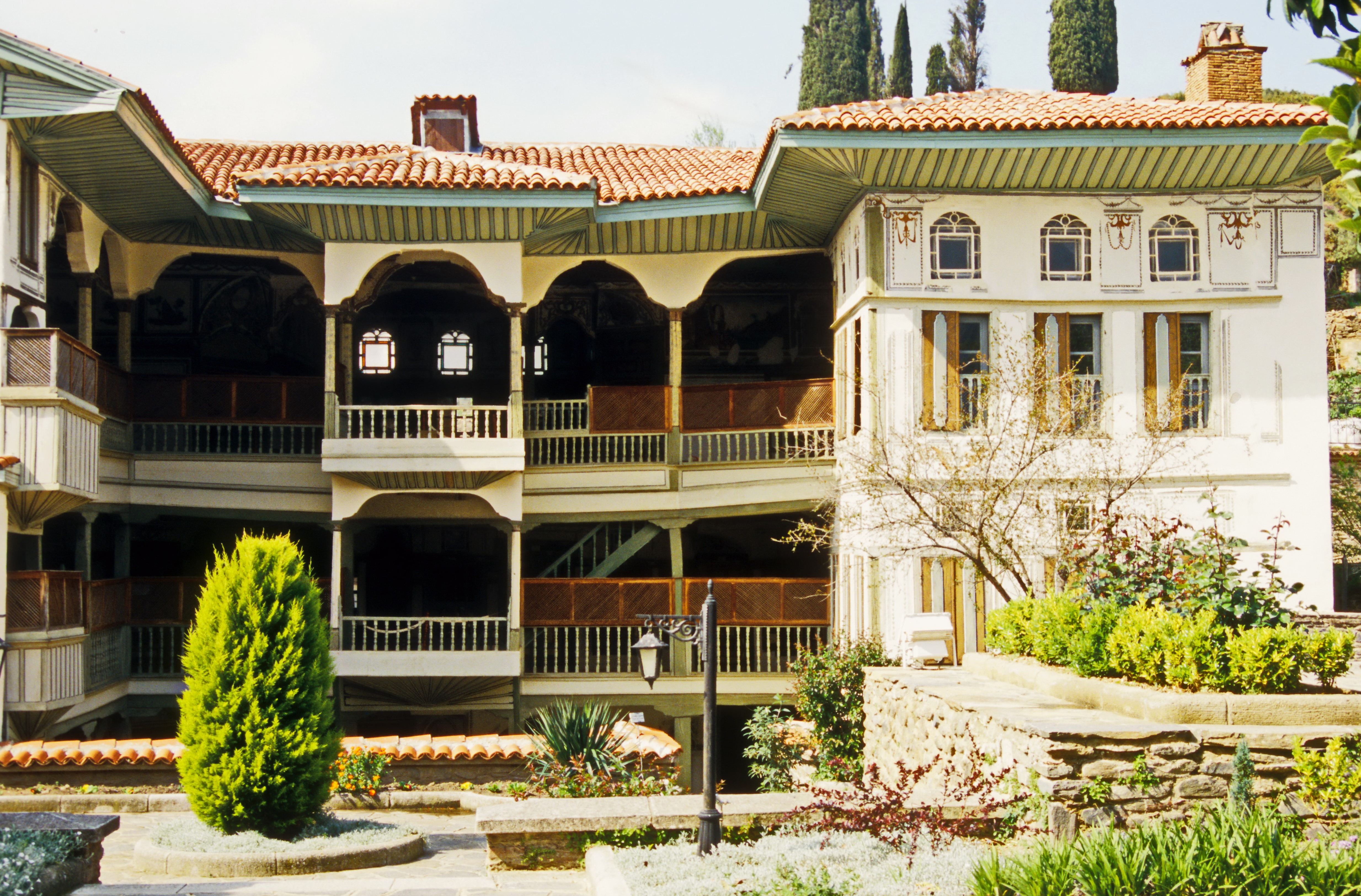
Çakırağa Konağı, restauriertes Herrenhaus (Mitte 18. Jahrhundert) in Birgi am Fuß der Bozdağlar.

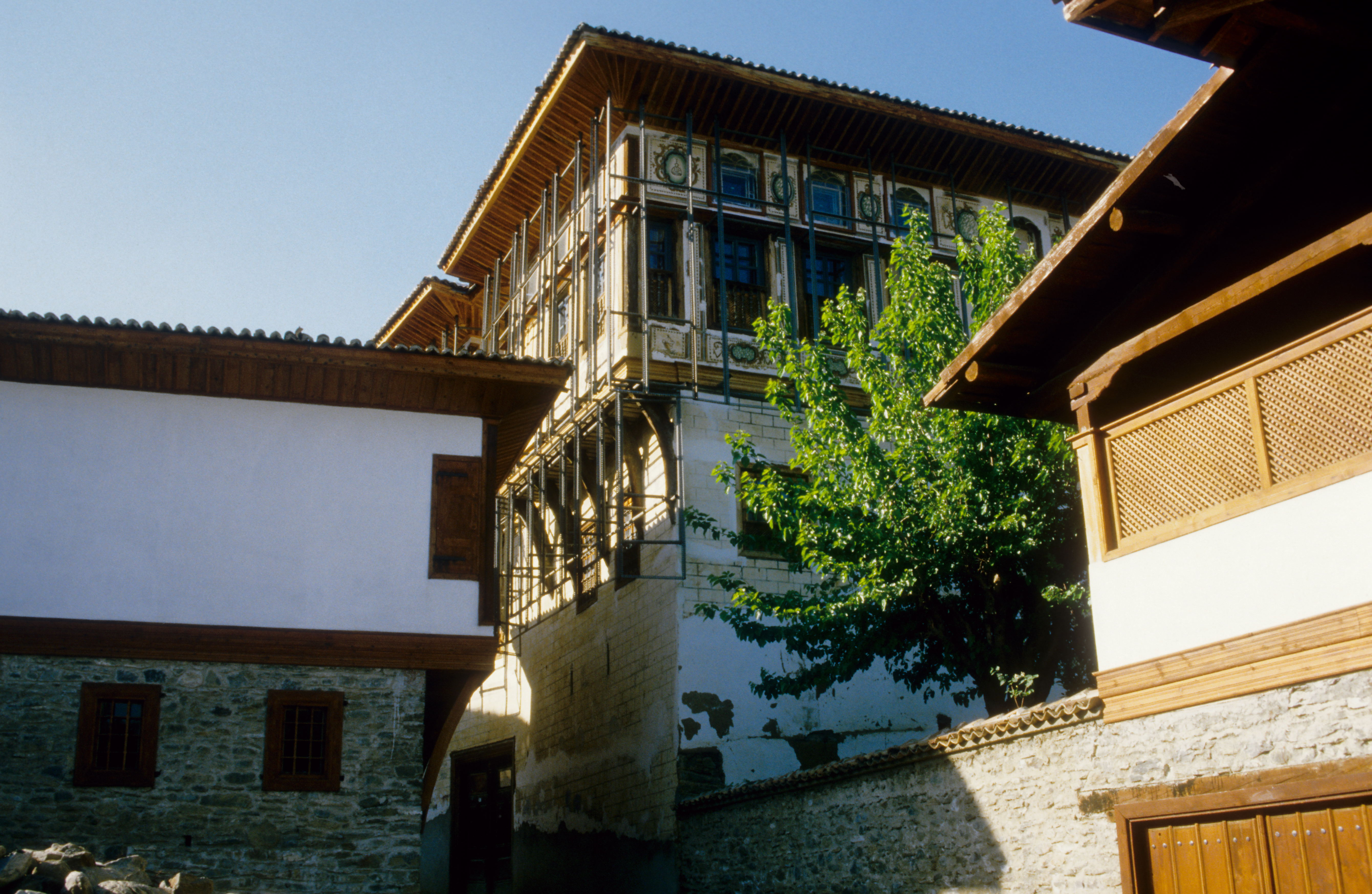
Malerei an der Außenfassade des Çakırağa Konağı in Birgi während der Restaurierungsphase.

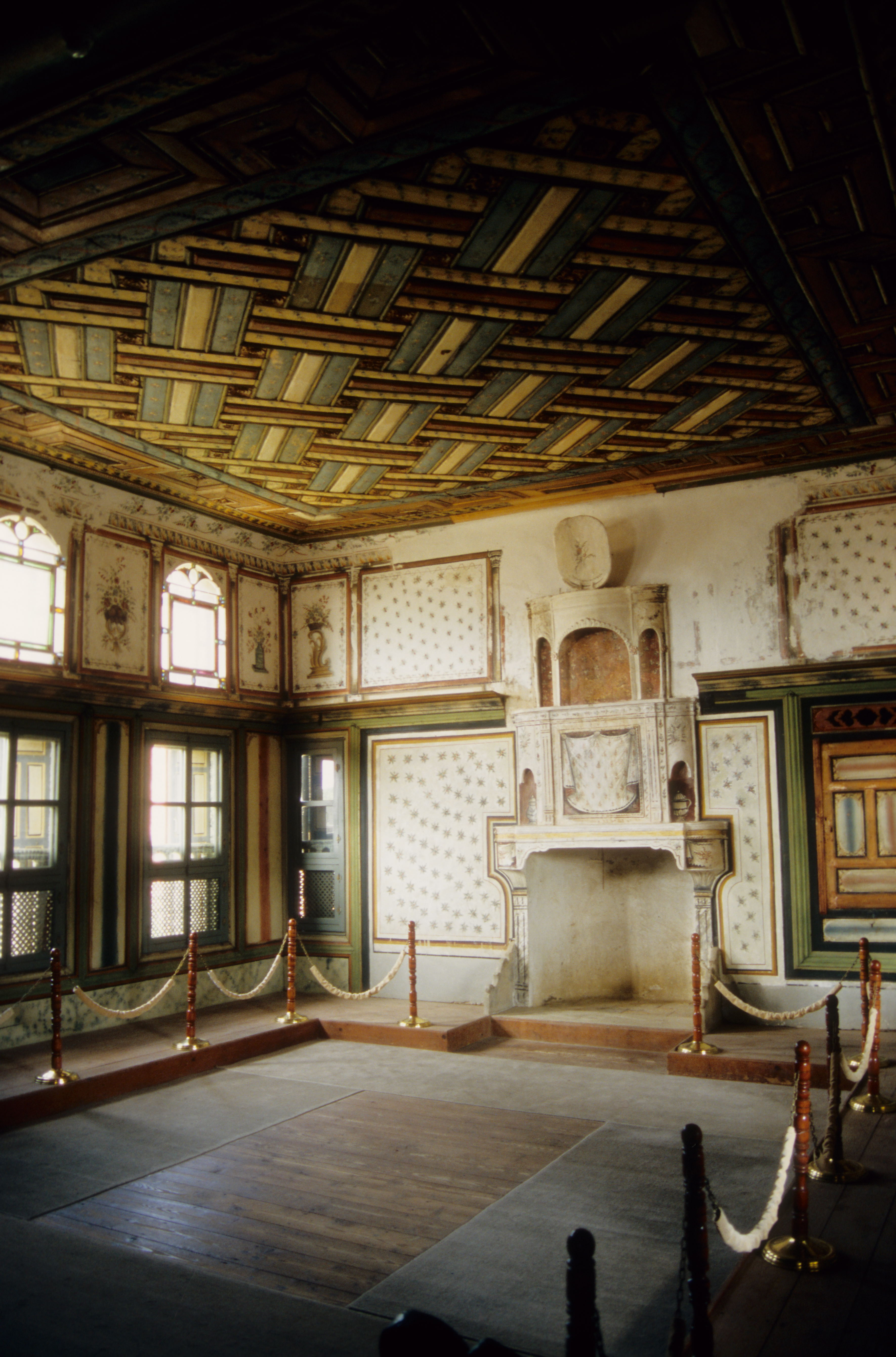
Blick in den großen Salon des Çakırağa Konağı in Birgi.

Çakırağa Konağı: Das Herrenhaus des Çakırağa hat drei Stockwerke und ist eines der beliebtesten und bekanntesten Bauwerke von Birgi, das im 18. Jahrhundert als traditionelles türkisches Holzhaus erbaut wurde. Die Bauten rund um das Herrenhaus wurden 1983 für den Wiederaufbau der städtischen Struktur enteignet. Fünf dieser Strukturen wurden im alten Stil wieder aufgebaut. Der Architekt Sedat Hakkı Eldem, der das Konak zum ersten Mal vor Ort sah, äußerte sich über dieses historische Gebäude: „Auch wenn es ein bisschen rustikal ist, kann es als Teil der Gebäude-Architektur der Ägäis-Region betrachtet werden. Aber der größte Wert des Hauses ist sein Charme. Kein Besucher kann sich der Magie des Çakırağa-Herrenhauses entziehen“. In dem historischen Herrenhaus, das in den 1990er Jahren restauriert und in ein Museum umgewandelt wurde, sind Beispiele von Wand- und Decken-Stilelemente zu sehen: Dekorationen, Bleistiftarbeiten und Holzschnitzereien.
Kerimağa Konağı: Es wird geschätzt, dass das Herrenhaus des Kerim Ağa, eines der ursprünglichen Beispiele traditioneller türkischer Wohnarchitektur, im 18. oder 19. Jahrhundert erbaut wurde. Das Erdgeschoss wurde aus Bruchstein und Lehmmörtel errichtet, das Obergeschoss zur Straße hin vorgebaut. Die offene Galerie, die sich im Obergeschoss zum Garten hin öffnet, ist von Räumen umgeben. An der Straßenecke halten gerundete Bodenwände, hölzerne Eckpfeiler der Architektur (Symbol für Weiblichkeit, Eckpfeiler), auskragende Konsolen, deren Enden mit Granatapfel- und Pflanzenmotiven abschließen.
Sandık Eminoğlu Konağı: Das Herrenhaus Sandıkoğlu ist ein weiteres beispielhaftes Gebäude für das architektonische Erbe Birgis. Das Konak weist die Merkmale westanatolischer Häuser auf. Der zweigeschossige Bau wurde aus einem Holzrahmenbau auf einem gemauerten Steinsystem im Vorhallenstil errichtet. Obwohl das genaue Baujahr des Konaks nicht ermittelt werden konnte, offenbart das Gebäude seine Funktion als Wohnhaus vom Ende des 18. Jahrhunderts. Die Restaurierung des Sandık Eminoğlu-Herrenhauses wurde 2018 abgeschlossen und für eine Nutzung durch das MSGSU-Rektorat (Mimar Sinan Güzel Sanatlar Üniversitesi, Istanbul) vorbereitet, um für Bildungsaktivitäten genutzt zu werden. Die am 29. November 2016 begonnenen Restaurierungsarbeiten umfassten die Verstärkung, Ergänzung fehlender Teile nach Originaldetails und Erhaltung des Ist-Zustandes. Das Gebäude wurde mit originalen Materialien detailgetreu wiederhergestellt.

### Moscheen (Camiler/Mescidler) und Grabbauten (Türbeler)

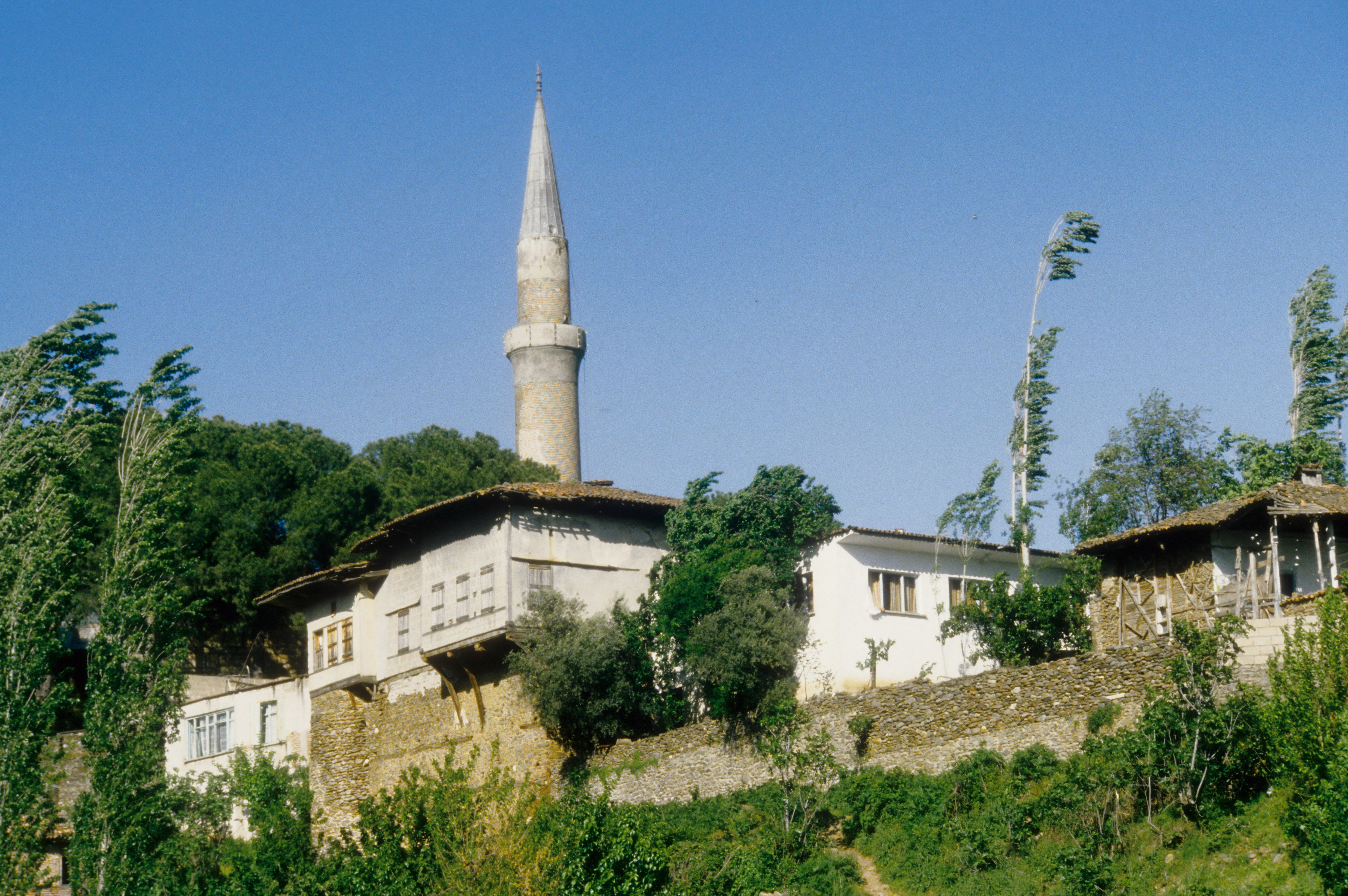
Historische Stadthäuser in Birgi am Fuß der Bozdağlar, der alten Hauptstadt des Beyliks der Aydınoğulları (1308-1426); im Hintergrund erhebt sich Majestätisch das Minarett der Aydınoğlu Mehmet Bey Moschee.

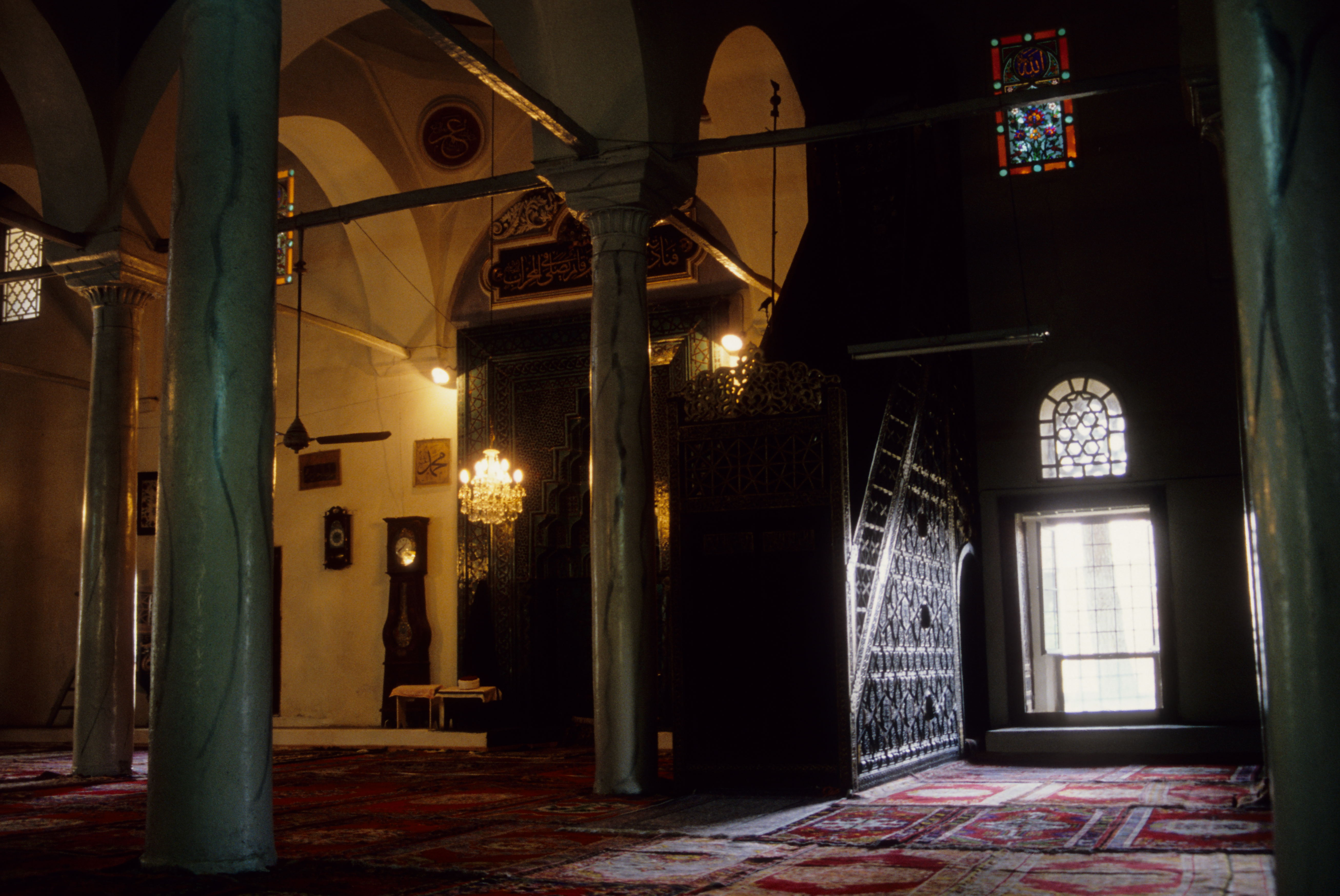
Der Innenraum der Aydınoğlu Mehmet Camii (Ulu Cami) in Birgi erinnert aufgrund seiner hölzernen Stützsäulen stark an den Typ der frühen „Waldmoscheen“ der seldschukischen Zeit.

Aydınoğlu Mehmet Camii (Ulu Cami): Die von Aydınoğlu Mehmet Bey im Jahr 1312 gestiftete Moschee enthält beste Beispiele traditioneller Holz- und Fliesendekorationen dar. Der Innenraum erinnert aufgrund seiner hölzernen Stützsäulen stark an den Typ der frühen „Waldmoscheen“ der seldschukischen Zeit. Das Mihrab und die Kanzel dieser „Großen Moschee“ (Ulu Cami) sind eines der am besten erhaltenen Beispiele ihrer Zeit. Das auffälligste architektonische Merkmal dieser Moschee ist, dass man das Minarett neben dem westlichen Ende der Qibla-Mauer errichtete, da das Grab von Mehmed Bey gleichzeitig mit der Moschee entworfen wurde. Dieses historische heute noch genutzte Gebäude wurde verschiedenen Restaurierungsarbeiten unterzogen. Diese erste Moschee der Aydınoğlu-Beys wurde als Komplex mit Medresse und Grabmal errichtet und erscheint als Teil dieses Komplexes als wichtiges architektonisches Bauwerk zusammen mit dem im südöstlich der Moschee gelegenen Bad (s. u.)
Aydınoğlu Mehmet Bey Türbesi: Das Mausoleum (Türbe) auf dem Friedhof westlich der Ulu Cami wurde 734 H/1334 für Aydınoğlu Mehmet Bey erbaut, wie aus der zweizeiligen arabischen Bauinschrift an der Eingangstür hervorgeht. Die Bauinschrift befindet sich direkt über dem Türrahmen. Das quadratische Grabmal  wurde mit Spolien-Marmorblöcken errichtet und mit einer Kuppel bedeckt. Es fällt besonders mit seinen glasierten Ziegel- und Fliesenmosaikdekorationen auf. Die marineblauen und türkisfarbenen Fliesenmosaiksterne und geometrischen Verflechtungen, die den Kuppelkern und die Rahmen der Riemenscheibenfenster schmücken, und das nachgeahmte Zierband aus Fliesenmosaik in kufischer Schrift um den Rand der Kuppel bilden eines der wichtigsten Beispiele für die Fliesendekoration der Beylikzeit. Im Grab befinden sich neben dem Sarg von Mehmet Bey drei weitere Särge, die seiner Söhne Umur Bey, İsa Bey und Bahadır Bey.
Sultan Şah Türbesi: Der Sultan-Shah-Grabbau wurde aus Bruchstein mit einer sechseckigen Kuppel erbaut, die mit Fliesen bedeckt ist. Aufgrund der Inschrift ist bekannt, dass das Grab von Hanzade Hatun, der Schwester von Mehmet Bey, dem Gründer des Fürstentums Aydınoğulları, im Jahr 1310 gestiftet wurde. Es ist eine der wichtigen touristischen Attraktionen in Birgi.
Güdük Mescidi: Im Stadtteil Kurt Gazi in Birgi steht zwischen den Häusern in den Gärten eine kleine Moschee mit Minarett. Das Gebäude, das im Volksmund Güdük- oder Kütük Minare Mescidi genannt wird, ist ziemlich baufällig. Beim Abzug der Griechen 1922 aus Birgi im Zusammenhang mit dem Türkischen Befreiungskrieg hat die Güdük Minare Mescidi große Schäden erlitten. Da die kleine Moschee auf einem abschüssigen Grundstück gebaut wurde, hat sie von der Straßenseite aus ein Stockwerk und von den darunter liegenden Gärten aus gesehen zwei Stockwerke. Der unter einer Kuppel liegende Innenraum hat eine einfache Struktur mit dem Narthex (Soncemaat Meydanı = Letzter Versammlungsort / Narthex-Galerie: Ein hoher, mit Säulengang versehener, kuppelbedeckter Narthex vor dem Eingangstor der Moscheen für diejenigen, die zu spät zum Gebet kommen) im Westen und dem Minarett an der Nordwand. Im Laufe der Zeit vorgenommene Reparaturen und Ergänzungen sind sofort sichtbar. Die Moschee aus Bruchstein und Ziegeln wird durch eine einfache rechteckige Tür betreten, die sich zum Narthex neben dem Minarett an der Nordwand öffnet. Obwohl der Narthex einer umfassenden Renovierung unterzogen wurde, ist er der am stärksten zerstörte Teil. In der südwestlichen Ecke ist der Holzboden eingestürzt, so dass der Eingang und die Fenster der unteren Etage zu sehen sind.
Derviş Ağa Camii: Die Derviş Ağa Camii befindet sich auf einem abschüssigen Gelände am Birgi Çayı und wurde nach der fünfzeiligen Bauinschrift an zwei Säulen auf dem flachen Bogen der Eingangsöffnung H1074/1663-64 von Derviş Ağa gestiftet. Die Moschee besteht aus einem quadratisch angelegten mit einer Kuppel bedeckten Gebetsraum, einem Narthex mit drei Abschnitten im Norden und einem Minarett an der nordwestlichen Ecke. Obwohl die Hauptmauern aus Bruchstein bestehen, sind mancherorts die Bruchsteine mit horizontalen und vertikalen Ziegeln an den Fassaden verkleidet. Der Narthex ist in drei Teile mit Spitzbögen unterteilt, die vier Säulen verbinden und mit hängenden Übergangskuppeln bedeckt sind. Der Versammlungsort der Frauen im Norden des Innenraums ist auf hölzernen Stützen gelagert. Das Minarett neben der nördlichen Ecke der Westwand des Heiligtums hat einen zylindrischen Körper auf einem doppelstöckigen Sockel.
Karaoğlu Camii: Die Karaoğlu-Moschee befindet sich auf einem von Ost nach West abfallenden Gelände am Rande des Birgi Çayı im Saray-Viertel. In einer Urkunde heißt es, dass die Moschee ohne Bauinschrift zusammen mit der siebenzelligen Medrese von Karazade Mustafa Efendi erbaut wurde. Demnach muss die Moschee kurz vor 1782 erbaut worden sein. Der Grabstein, der den Tod von Karazade Mustafa Efendi, dem Stifter des Gebäudes, am 15. Oktober 1795 zeigt, befindet sich im westlichen Teil des Friedhofgeländes neben der Moschee. Die Moschee besteht aus einem kleinen, mit einer Kuppel bedeckten Heiligtum, einem Narthex (Soncemaat Meydanı) mit drei Einheiten im Norden und einem Minarett angrenzend an das nördliche Ende der Moschee-Westwand. Der dreiteilige Versammlungsplatz an der Nordfassade öffnet sich mit gemauerten Spitzbögen, die vier wiederverwendete Marmorsäulen verbinden. Von den vier Fenstern in zwei Reihen, die sich vom Altarraum zum Narthex öffnen, haben die unteren rechteckige und rundbogige Giebel. Der Zugang zum quadratischen Gebetsraum erfolgt über einen Rundbogeneingang in der Mitte des Soncemaat Meydanı. Es ist mit einer Kuppel mit Rillen an den Ecken bedeckt. Man vermutet, dass sowohl das handgezeichnete Vorhangmotiv als auch die naturalistischen Ornamente, die die Mihrab-Nische schmücken, und die Blumenmotive, die die Bogenecken der Frauenabteilung füllen, nicht zeitgenössisch mit der Moschee sind, sondern Anfang des 20. Jahrhunderts hinzugefügt wurden. Weitere wichtige Elemente sind die marmornen Kanzel und Predigerkanzel auf einem kurzen zylindrischen Sockel. Diese geschichtsträchtige und touristisch bedeutsame Moschee hat ihre Ursprünglichkeit weitgehend bewahrt, blieb aber gegenüber anderen Moscheen im Hintergrund.

### Medresen (islamwissenschaftliche Schulen, „Koranschulen“)
Derviş Ağa Medresesi (Darülhadis = Ort, an dem Hadith gelehrt wird): Das im Stadtteil Saray an der Okul Sokak (Schulgasse) gelegene Gebäude ist aufgrund seiner Lage auch als „Çukur Madrasa“ bekannt. Nach der vierzeiligen Bauinschrift am nördlichen Eingangstor wurde es zusammen mit der Moschee als ein Komplex im Jahre H1068/1657-58 von Derviş Ağa gestiftet. Die Darülhadis-Schule besteht aus Studentenzellen, die an den quadratisch angelegten Innenhof südlich und westlich anlehnen, der von Norden und Osten von einer Umfassungsmauer umgeben ist. Der größte der drei Bauten im Südflügel des Gebäudes ist die Moschee. Die quadratisch geplante Masjid ist mit einer Kuppel bedeckt, die von Pendentifs durchzogen ist.
Sıbyan Mektebi: Die Medrese Sıbyan Mektebi, restauriert, als Interimsbibliothek genutzt und jetzt geschlossen, ist ein quadratisches Gebäude aus Bruchstein im Zentrum des Birgi-Basars. Die Steinmauern wurden während der Restaurierung verputzt. Es hat eine mit Ziegeln bedeckte Kuppel, eine kleine Tür, die sich nach Süden öffnet, Fenster an den Fassaden und einen Mihrab im Inneren. Dieser Bau, der im Volksmund Sarı Berber Madrasa genannt wird, muss seinen architektonischen Merkmalen nach eine Grundschule (Sıbyan Mektebi) aus der letzten Zeit des Osmanischen Reiches gewesen sein. Nach Angaben im Seyahatnâme von Evliya Çelebi gab es in Birgi im 17. Jahrhundert in Bezug auf die Koran-Bildungszentren sieben „Sıbyan Mektebi“ (Grundschuleinrichtungen im Osmanischen Reich).
Kale Medresesi: Die Kale Medrese befindet sich mit ihrem noch erhaltenen Teil in der İmam Birgivi-Gasse im Norden von Birgi. Sie ist in baufälligem Zustand und im Begriff, deshalb ihren touristischen Wert zu verlieren. Wer diese Medresse aus Bruchstein gebaut hat, ist umstritten: Obwohl in den Gründungsunterlagen angegeben ist, dass Aydınoğlu Mehmet Bey und Gazi Umur Beys Tochter Azize Hatun diese historische Medrese in Birgi bauen ließen, datieren einige Forscher die Kale Madrese unter Berücksichtigung ihrer Eigenschaften auf 16. oder 17. Jahrhundert. Das L-förmige Grundrissschema des offenen Hofes vermittelt darüber nicht genügend Informationen, da einiges davon bei Renovierungen umgebaut wurde. Alle drei sichtbaren Zellen sind mit einem Mörtelgewölbe aus Ziegeln bedeckt. Die Zellen haben ein einziges Fenster, eine davon hat einen Herd in der Mittelwand und die anderen zwei in den Ecken. Außerdem gibt es Schnitzereien in den Zwischenwänden jeder Zelle.
Kütüphane (Bibliothek): Das Gebäude im Birgi-Basar besteht aus einem einzigen quadratischen Kuppelraum. Die Kuppel, die von außen auf eine achteckige Trommel aufgesetzt ist, wird von innen durch Pendentifs erschlossen. An der Südwand im Inneren ist eine Nische mit dreireihiger Stalaktitengewölbe. Das Gebäude wurde kürzlich renoviert, die Hauptwände, Übergangs- und Abdecksysteme wurden innen und außen verputzt, und die Kuppel wurde mit Fliesen im türkischen Stil bedeckt. Das Gebäude hat keine Bauinschrift. Es wird zwischen die zweite Hälfte des 17. Jahrhunderts und dem Ende des 18. Jahrhunderts  bzw. nach der zweiten Hälfte des 17. Jahrhunderts datiert.
Ataullah Efendi Medresesi (İmam Birgivi Darülhadisi): Die Ataullah Efendi Medrese befindet sich auf dem Stadtplatz, südöstlich der großen Moschee (Ulu Cami). Obwohl es keine Bauinschrift gibt, wird in den Veröffentlichungen angegeben, dass sie von Ataullah Efendi, dem Lehrer von Selim II, gebaut wurde und dass sein erster Lehrer Birgivi Mehmet Efendi war. Die Madrasa ist auch nach eben diesem Imam-i Birgivi Mehmet Efendi benannt, der dort lehrte. Behiç Galip Yavuz gibt an, dass das Gebäude von Ataullah Efendi gebaut wurde, gibt aber als Baudatum 1554 an. Das Gebäude, das im Grundriss eine andere Gestaltung als die übliche Medressen-Ordnung aufweist, besteht aus einem dreiteiligen Portikus, der sich mit drei Spitzbögen im Norden zum Stadtplatz hin öffnet, und insgesamt sieben Studentenzellen im Osten und Westen. Zusätzlich wurden an den Wänden eine Kaminnische und unterschiedlich viele Schranknischen angebracht. Heute wird dieser Ort als Einkaufszentrum und als Ort genutzt, an dem Kunsthandwerk verkauft wird.
Exkurs zu İmam Birgivi:
Takyyüddin Mehmed (auch Birgivî Mehmed) Efendi wurde nach eigenen Worten am 10. Cemaziye'l-evvel 929 (27. März 1523) in Balıkesir geboren. Der Name seines Vaters war Pir Ali Efendi, und der Name seines Großvaters İskender Efendi, der Name seiner Mutter Meryem. Er wurde als Birgilî oder Birgivî berühmt, weil er die wichtigsten Perioden seines Lebens als Lehrer in der Stadt Birgi im Bezirk Ödemiş (Vilayet Izmir) tätig war. Nach Abschluss seiner Ausbildung in İstanbul ließ sich Mehmed Efendi als Lehrer in Birgi nieder. Er war ein einflussreicher, aber konservativer osmanischer Gelehrter und Richter und verfasste zahlreiche, z. T. zeitkritische Werke, in denen er sich progressiven politischen Ideen entgegenstellte, alte islamische Praktiken aufrechterhielt und die Abschaffung von Innovationen befürwortete. Seine Ideen hatten im 17. Jahrhundert allerdings enormen Einfluss. Während einer Reise nach Istanbul (H981/1573) starb er im Alter von 52 Jahren. Sein Leichnam wurde in Birgi in der İmam-i Birgivi Mehmet Efendi Türbesi beigesetzt.

### Bäder (Hamamlar)

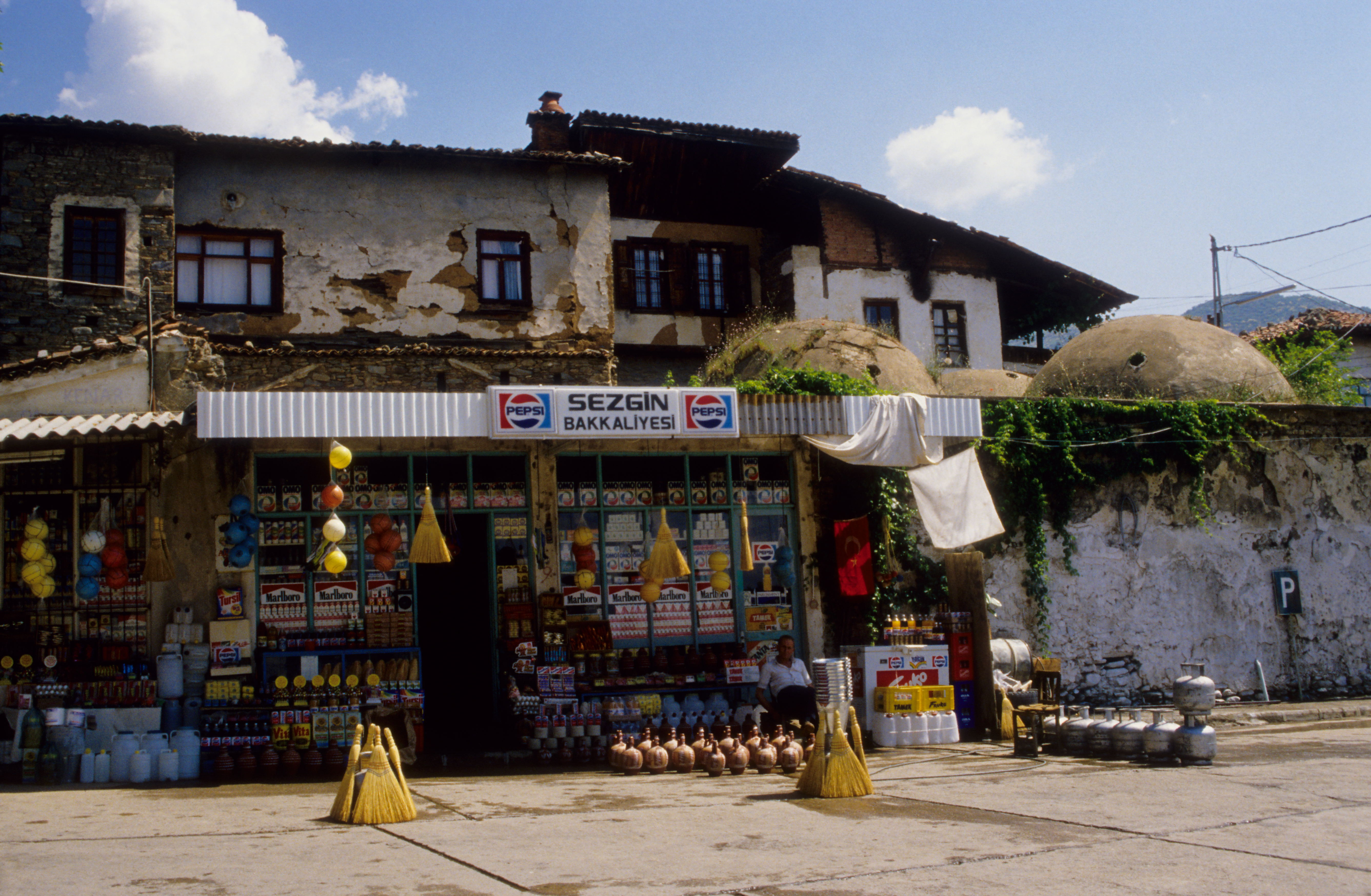
Am kleinen Aydınoğlu-Platz öffnet sich gegenüber der Ulu Cami der Blick auf die Kuppeln des weitgehend durch Wohn- und Geschäftshäuser verbauten Çarşı Hamamı, auch Osmanlı Hamam (osmanisches Bad) oder Aydınoğlu Hamamı.

Çarşı Hamamı, auch Osmanlı Hamam (osmanisches Bad) oder Aydınoğlu Hamamı: Das Çarşı Hamamı (Basar-Bad), das sich zum kleinen Aydınoğlu-Platz öffnet, hat im Westen die Ulu-Moschee und im Südosten die Imam Birgivi Darülhadisi. Es überblickt den Platz nach Süden. Die Nord- und Westfassade des Bades, das sich heute in einem sehr baufälligen Zustand befindet, sind mit Wohnhäusern und Geschäften verschlossen, so dass sichtbar nur die Ost- und Südfassade an der Ecke des Aydınoğlu-Platzes sind. Das Gebäude, das keine Bauinschrift trägt, wurde auf das 16. Jahrhundert datiert. Die als Mauerwerk mit Bruchsteinen errichtete Umkleidekabine war vollständig zerstört. Sie wurde kürzlich entfernt und durch einen Laden ersetzt. Die bis heute erhaltenen Warmwasser- und Wasserspeicherteile sind zwar eine Ruine, ihre architektonischen Merkmale sind jedoch noch weitgehend erkennbar. Das Gebäude gehört nach Schema und Bautechnik zur Gruppe der gewölbten, quer verlaufenden Doppelbäder, die zumeist vor oder im 15. Jahrhundert erstellt wurden. Derzeit ist das Bad für Besucher geschlossen. Seit 2019 haben die Restaurierungsarbeiten im osmanischen Bad begonnen. Damit wird ein wichtiges Gebäude der osmanischen Architektur, das aufgrund der Stahlbetonkonstruktionen seit Jahren häufig diskutiert wurde, von der Gemeinde Ödemiş restauriert. Dazu begann 2018 der Abriss der Stahlbeton-Stützkonstruktionen rund um die historische Struktur. Der Bau wurde inzwischen mit einer Eisenbarriere umgeben und originalgetreu restauriert. Damit erhielt der Aydınoğlu Mehmet-Platz, der zum Symbol von Birgi geworden ist, ein neues Aussehen.
Şeyh Muhittin Hamamı: Das Gebäude des Şeyh Muhittin-Bades steht an der Okul Sokak (Schulgasse) am Birgi Çayı im Stadtteil Saray und wird auch „Çukur Hamam“ genannt, weil es am Fuße eines abfallenden Geländes liegt. Sowohl über das Baudatum als auch über den Erbauer, gibt es unterschiedliche Meinungen. Wegen seiner Nähe zur Derviş Ağa Darülhadisi (Medrese) und Masjid ist es auch als „Derviş Ağa Hamam“ bekannt. Einer Ansicht nach stammt das Gebäude aus dem 17. Jahrhundert. Man nimmt aber auch an, dass es bereits im 12. Jahrhundert von Derviş Ağas Bruder erbaut wurde. Einer anderen Meinung nach gehört das Bad zur Sheikh Muhiddin Stiftung und wird aufgrund der Übergangssysteme zu den Kuppeln auf das Ende des 15.-16. Jahrhunderts datiert. Abgeschlossenen Zelltypen sind um einen quadratischen Warmteil angeordnet. Da Restaurierungsarbeiten durch das Archäologischen Museums von İzmir nicht sofort durchgeführt werden konnte, verfiel das Gebäude partiell im Laufe der Zeit.
Sasalı Hamamı: Im Nordwesten der Ulu-Moschee, an den Ausläufern des als Asartepe bezeichneten Hügels, am Rande des Bachbetts gelegen, hat das Bad seine ursprüngliche Funktion vor langer Zeit verloren und wurde längere Zeit zur Ölherstellung genutzt. Es gibt keine Inschrift, die das Baujahr des Gebäudes angibt. Es wird anhand seiner architektonischen Merkmale auf das 15. Jahrhundert datiert. Das Gebäude, das aus Bruchstein und Ziegeln als Füllmaterial besteht, wurde nach den vorhandenen architektonischen Spuren als Einzelbad errichtet. In Anbetracht des Bauschemas wurde es in die Gruppe der „Bäder mit identischen Räumen für Kälte, Wärme und Privaträumen“ aufgenommen.

### Historische Brunnen (Çeşmeler)
Beyler Çeşmesi: Das Bauwerk des Beyler Çeşmesi (Herrenbrunnen), das an ein als Bey Konağı bezeichnetes Bauwerk angelehnt ist, befindet sich in einem desolaten Zustand. Es gibt keine Inschrift, um das Baujahr zu bestimmen. Der aus großen und kleinen Bruchsteinen und mit dazwischen liegenden Ziegelreihen errichtete Brunnen hat die Form einer einfachen Nische mit einer Viertelkugelhaube, die von zwei ineinander geschachtelten Bögen eingefasst wird
Bıçakçı Esseyyid Haci Ali Ağa Çeşmesi (Bıçakçızade Çeşmesi): Das Gebäude, das auch als „Koca Çeşme“ bekannt ist, befindet sich in der Koca Çeşme-Gasse gegenüber der Derviş-Ağa-Moschee. Die Fassade des Brunnens besteht aus Backstein-Mauerwerk mit dazwischen liegenden Bruchsteinen und zeigt zwei eingestürzte Stirnbögen, die sich an der Fassade verflechten. Im inneren Einsturz befindet sich eine Brunnennische. Direkt unter der Nische befindet sich ein Brunnenspiegel aus Marmor. In der Inschrift innerhalb dieser Form steht geschrieben, dass der Brunnen von Bıçakçı es-seyid Hacı Ali Ağa in den Jahren H.1222/1807-1808 erbaut wurde
Hafsa Hatun Çeşmesi: Der Hafsa Hatun-Brunnen liegt in Birgis Stadtteil Taşpazar. Es wurde von Hafsa Hatun, der Frau des osmanischen Sultans Yıldırım Beyazıt, gestiftet. Der Brunnenbau aus Spolien und Bruchstein ist eine ausgewogene Struktur mit einem Brunnenspiegel aus drei ineinander verschlungenen Rundbögen mit Glücksradmotiven in beiden oberen Ecken. Er ist auch als Taşpazar Çeşmesi bekannt.
Akmescit Dede Çeşmesi: Der Akmescit Dede Çeşmesi in Birgis Ortsteil Çakırağa wurde im Namen von Akmescit Dede (Elif Dede) gestiftet, einem der Heiligen von Chorasan, der während der Gründung des Beyliks der Aydınoğulları aus Chorasan kam. Der Brunnen wurde mit Bruchsteinen und Ziegeln gebaut. Der Wassertrog dieses Brunnens, dessen einer gemauerten Bogen verstürzt war, hatte während der römischen Zeit als marmorner Kindersarkophag mit Girlande gedient. Im Bereich vor dem Brunnen befindet sich ein möglicherweise dazu gehöriges Grab.
Demir Baba Çeşmesi: Der historische Demir Baba Çeşmesi befindet sich in Birgis Viertel Demir Küme (Eisenhaufen). Gebaut wurde er für Demir Baba, ebenfalls einen der heiligen Männer, die während der Gründung des Aydınoğlu-Beyliks aus Chorasan kamen. Ein Bogen aus Ziegelstücken enthält einen Marmorbrunnenspiegel und einen Wasserrohr aus Bronze. Der Brunnentrog ist aus Andesit gearbeitet.

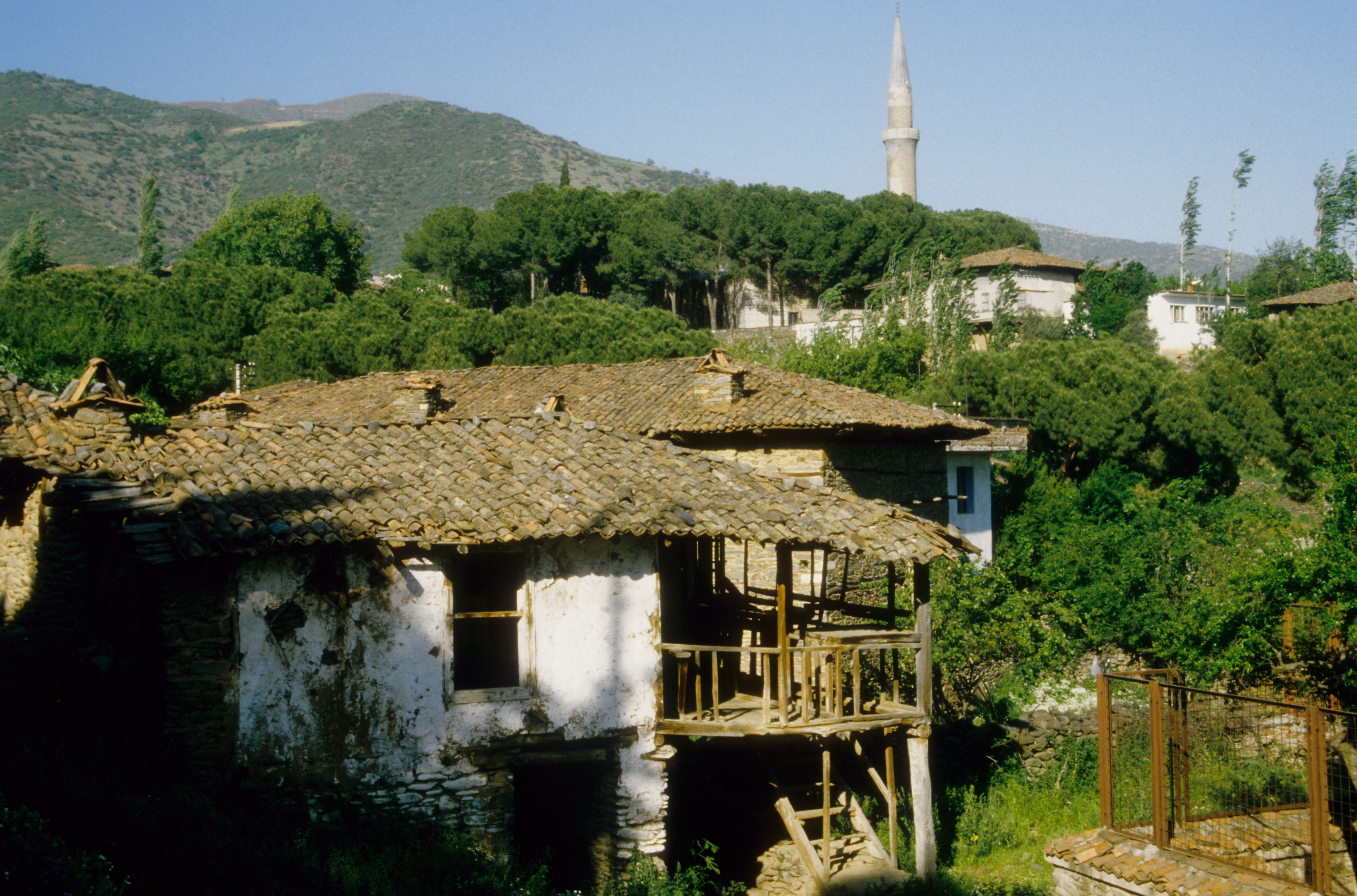
Typisches nicht restauriertes altes Stadthaus in Birgi.

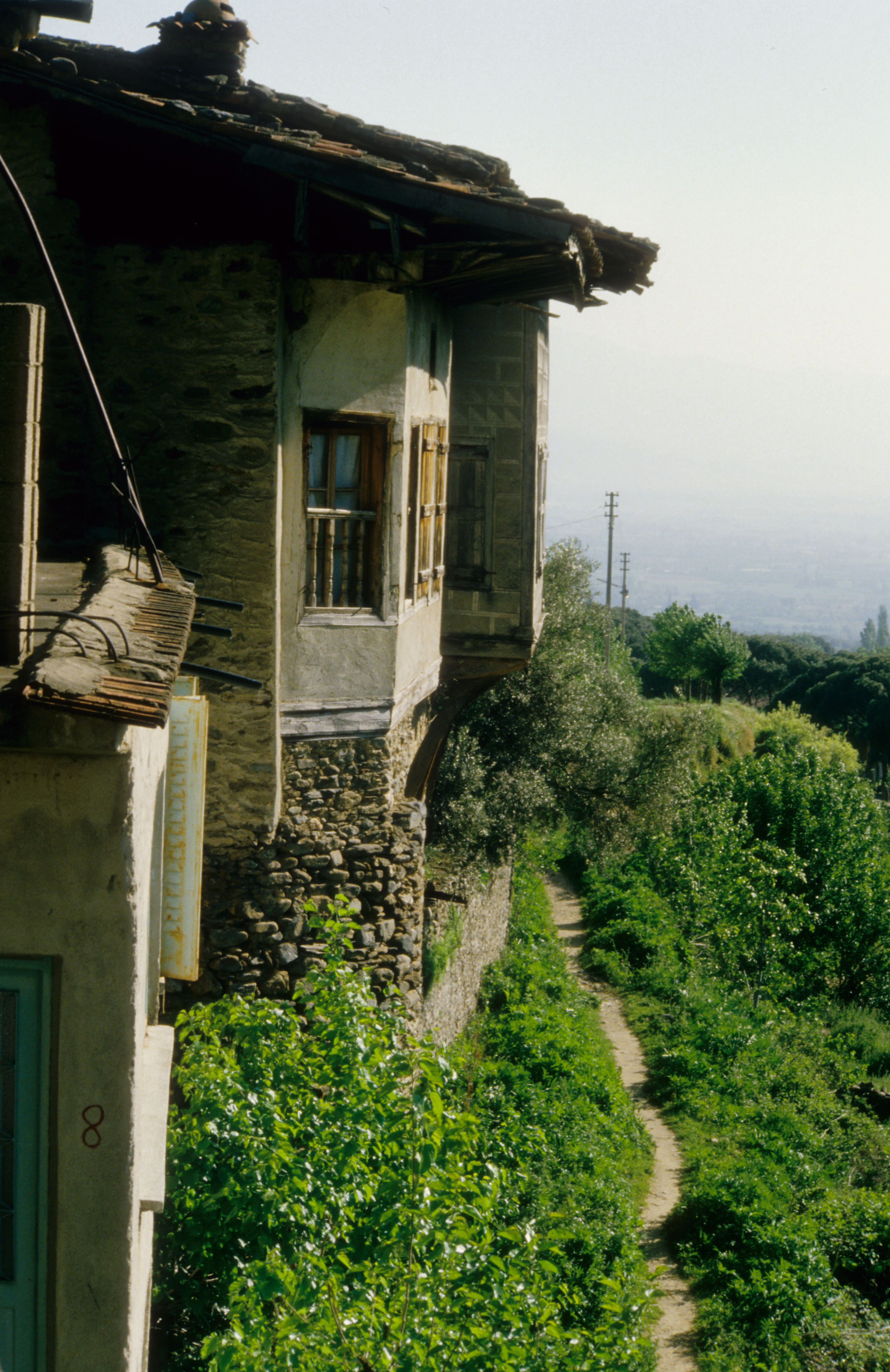
Altes Stadthaus in Birgi über dem steilen Ufer des Birgi Çayı.

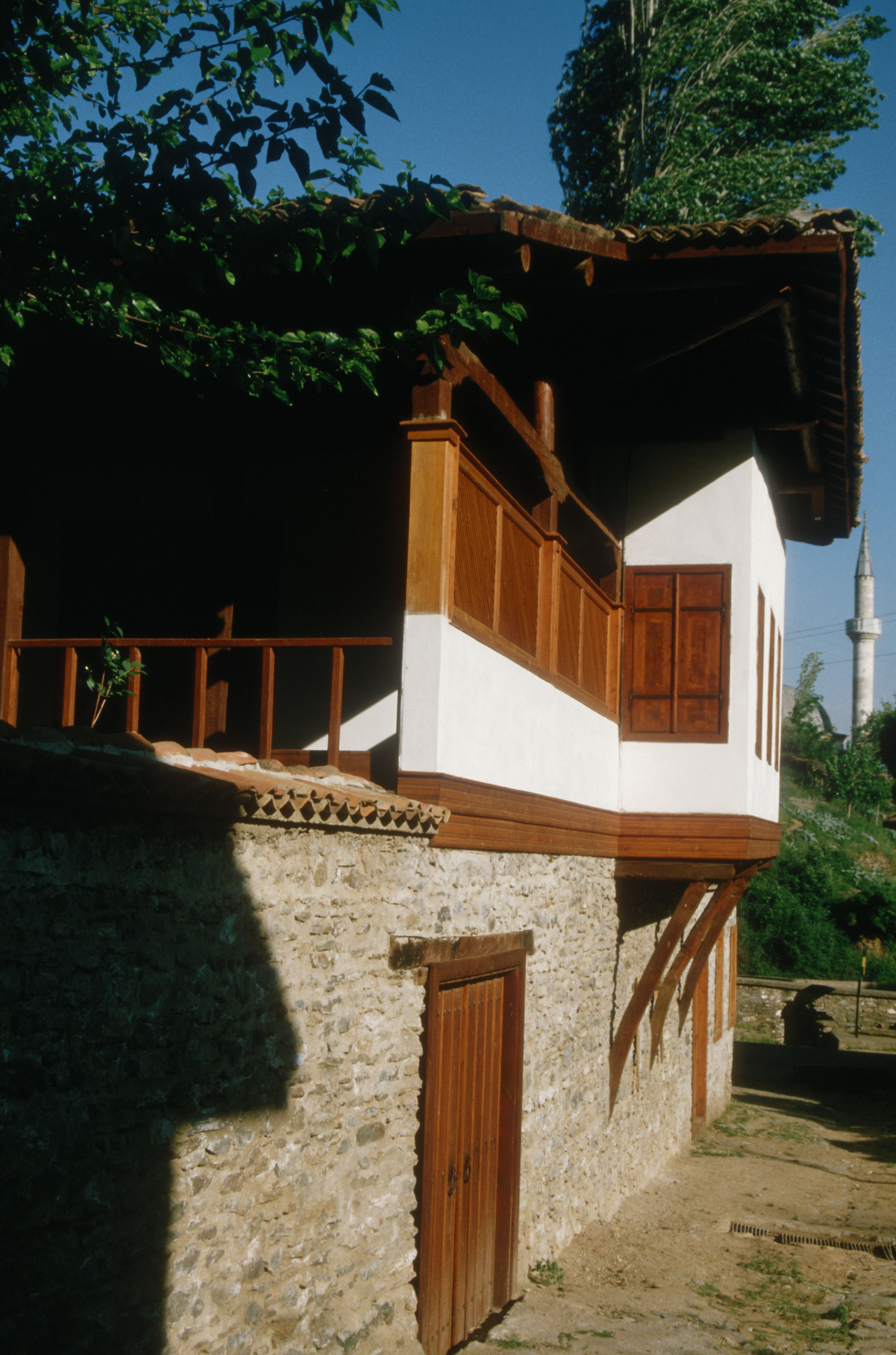
Typisches restauriertes historisches Stadthaus in Birgi.

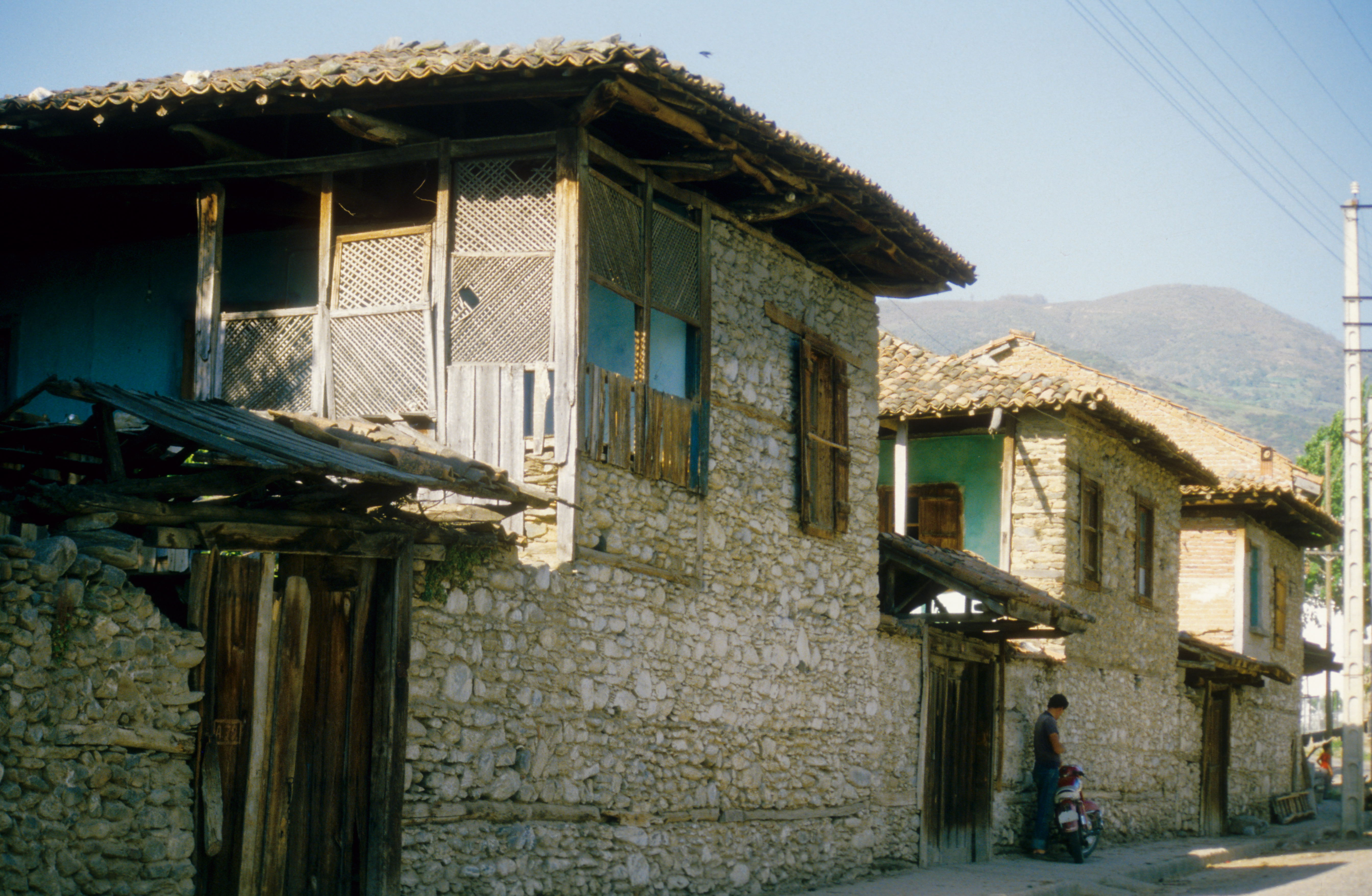
In den älteren Vierteln von Birgi gibt es eine Art zweistöckiger „Reihenhäuser“, die aus Bruchsteinen mit Holzbalken als Zwischenlagen, Ziegel-Walmdach und Veranda im alten „Stadthaus-Stil“ errichtet wurden.

Laut Vardar und Uysal existieren neben diesen historischen Bauten noch ein Aquädukt und ein Wachturm (Pankuduz Kulesi), dessen genaues Baujahr nicht bekannt ist. Dieses 1998 für touristische Zwecke restaurierte Gebäude im Südosten der Derviş-Ağa-Moschee hat die meisten seiner ursprünglichen Merkmale infolge der Restaurierung verloren.
Auf uns überkommene ländliche Behausungen (Birgi Dâr Sokakları = Birgis Häusergassen), die z. B. traditionelle osmanische Architektur widerspiegeln, findet man an zahlreichen Ecken des Ortes. In den älteren Vierteln von Birgi gibt es eine Art zweistöckiger „Reihenhäuser“, die aus Bruchsteinen mit Holzbalken als Zwischenlagen, Ziegel-Walmdach und Veranda im alte „Stadthaus-Stil“ errichtet wurden. Laut Cansu Saçan (et al.) ist Birgi eine der seltenen multikulturellen Siedlungen, die die Authentizität historischer Gebiete im Hinblick auf die Harmonie von lokalem Charakter und historischer Umgebung mit zeitgemäßen Nutzungsbedingungen und Nachhaltigkeit des materiellen Kulturerbes bewahren konnten.